# Sud Aviation Caravelle

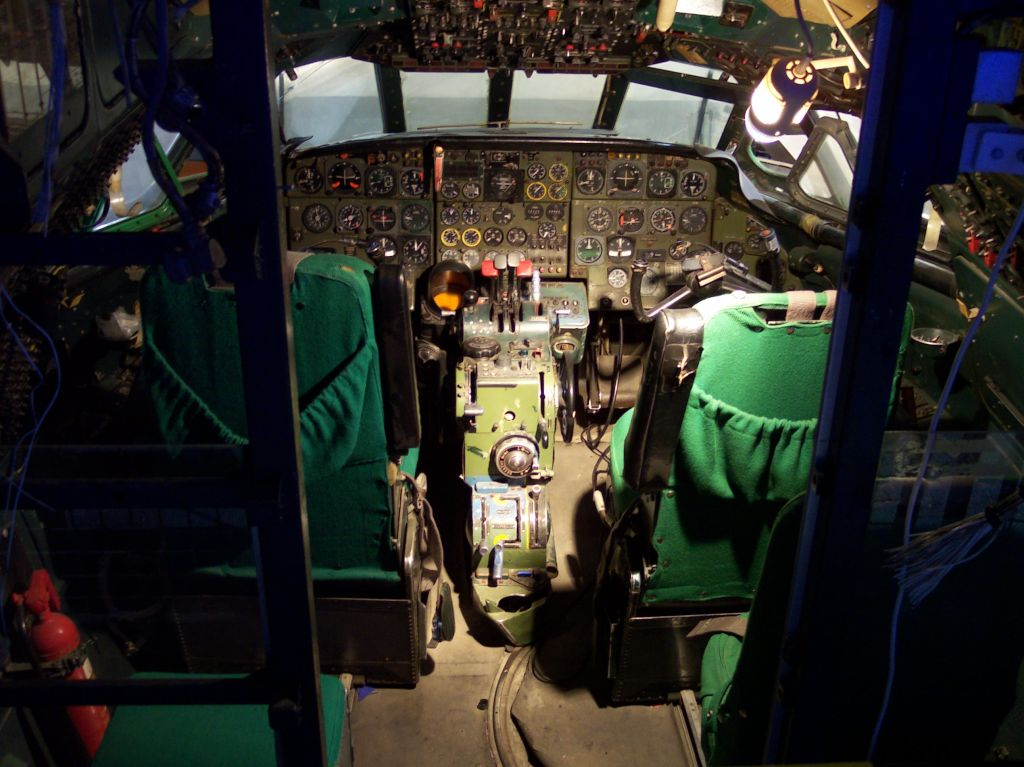
Blick ins Cockpit

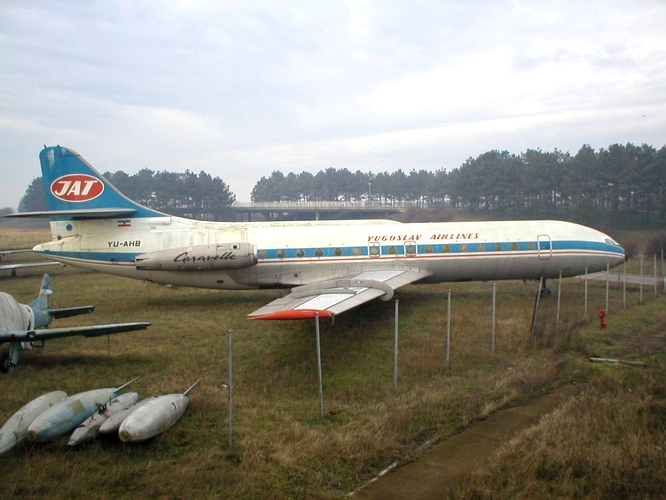
Caravelle VIN der JAT

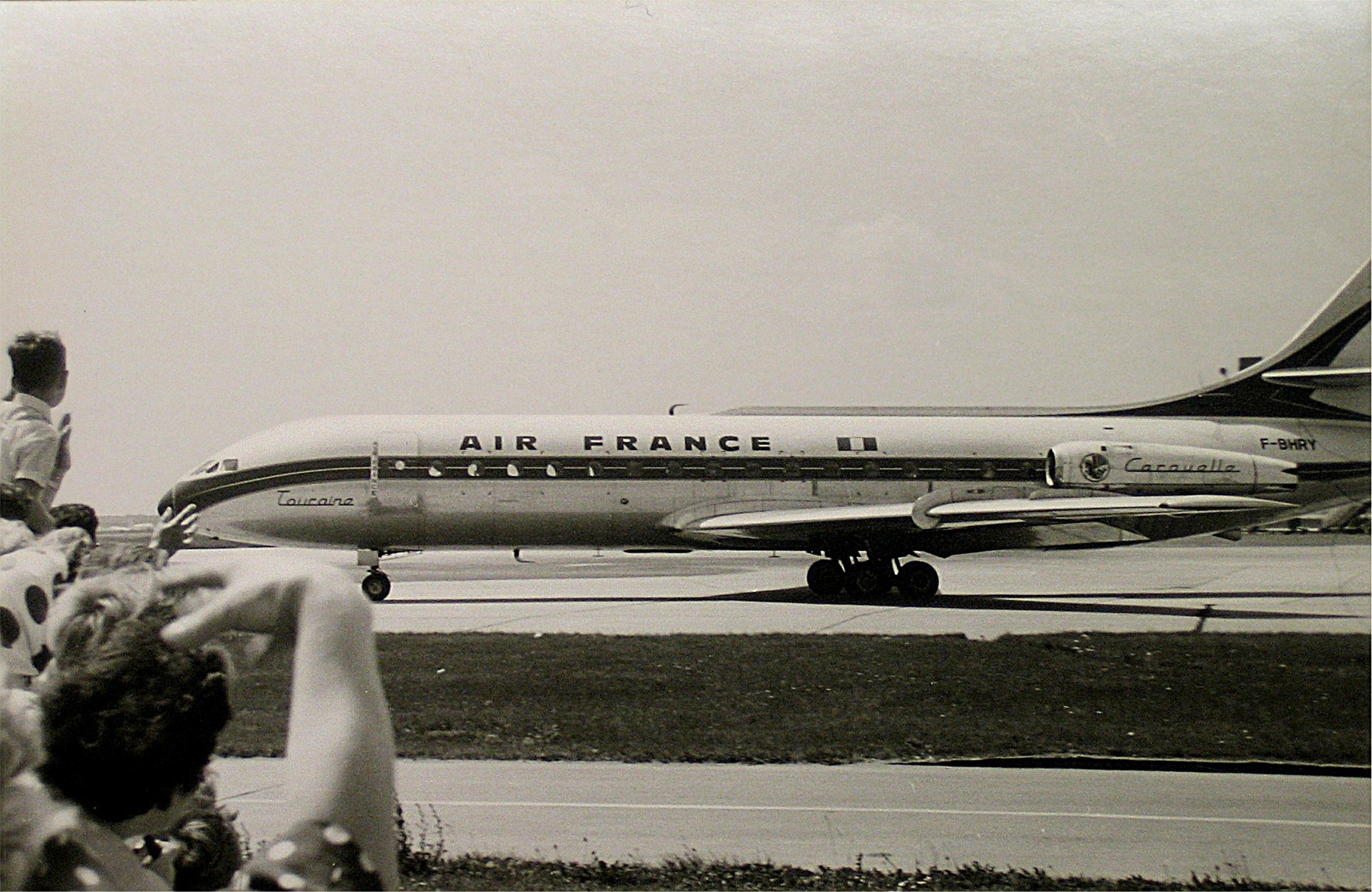
Air-France-Caravelle III 1963 auf dem Rhein-Main-Flughafen vor einem Flug nach Berlin

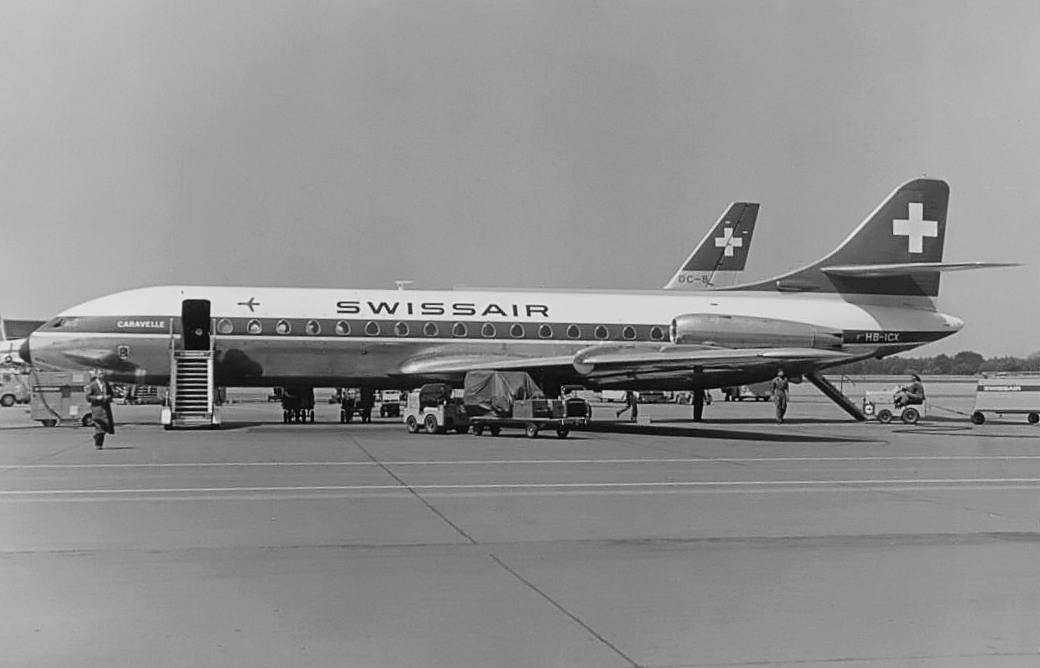
Caravelle III der Swissair HB-ICX

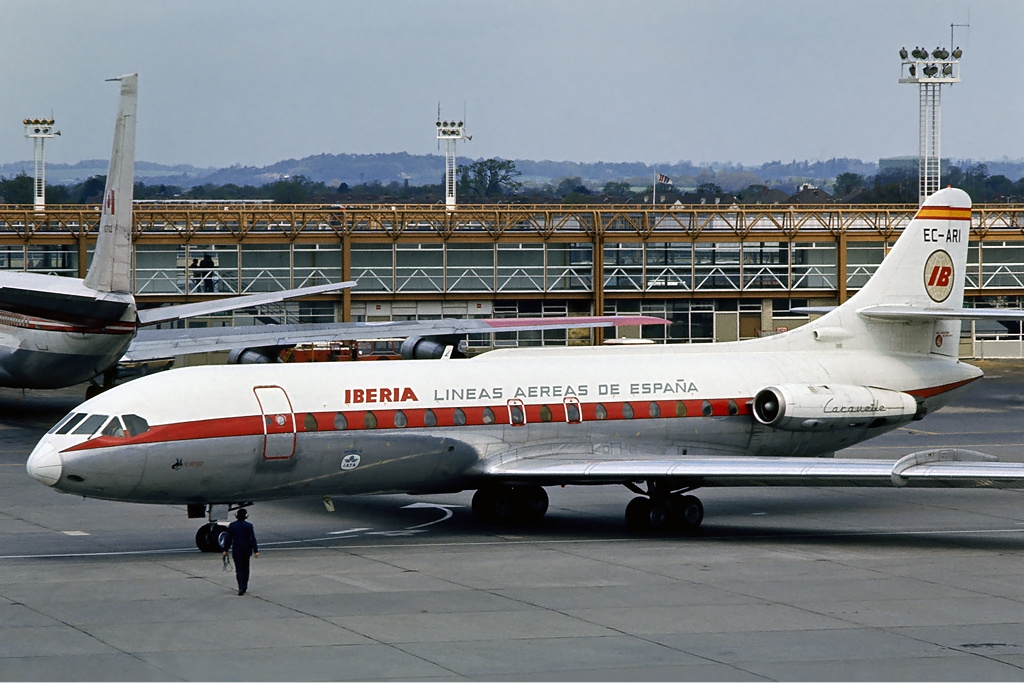
Caravelle VIR der Iberia in den 1970er-Jahren

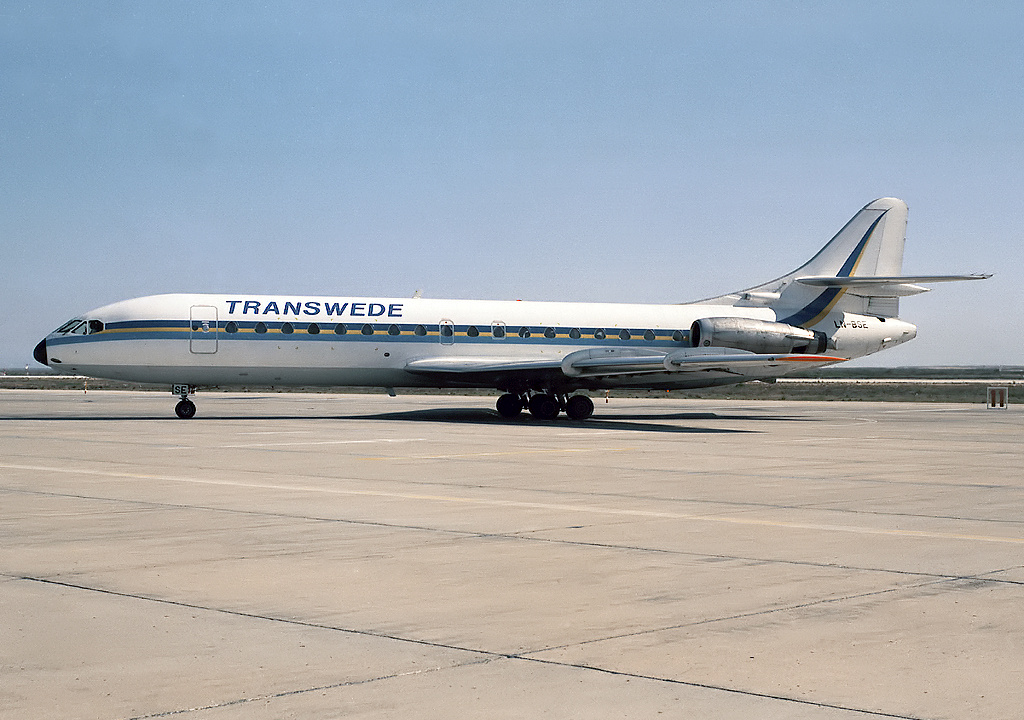
Die erste Caravelle 10B der Transwede

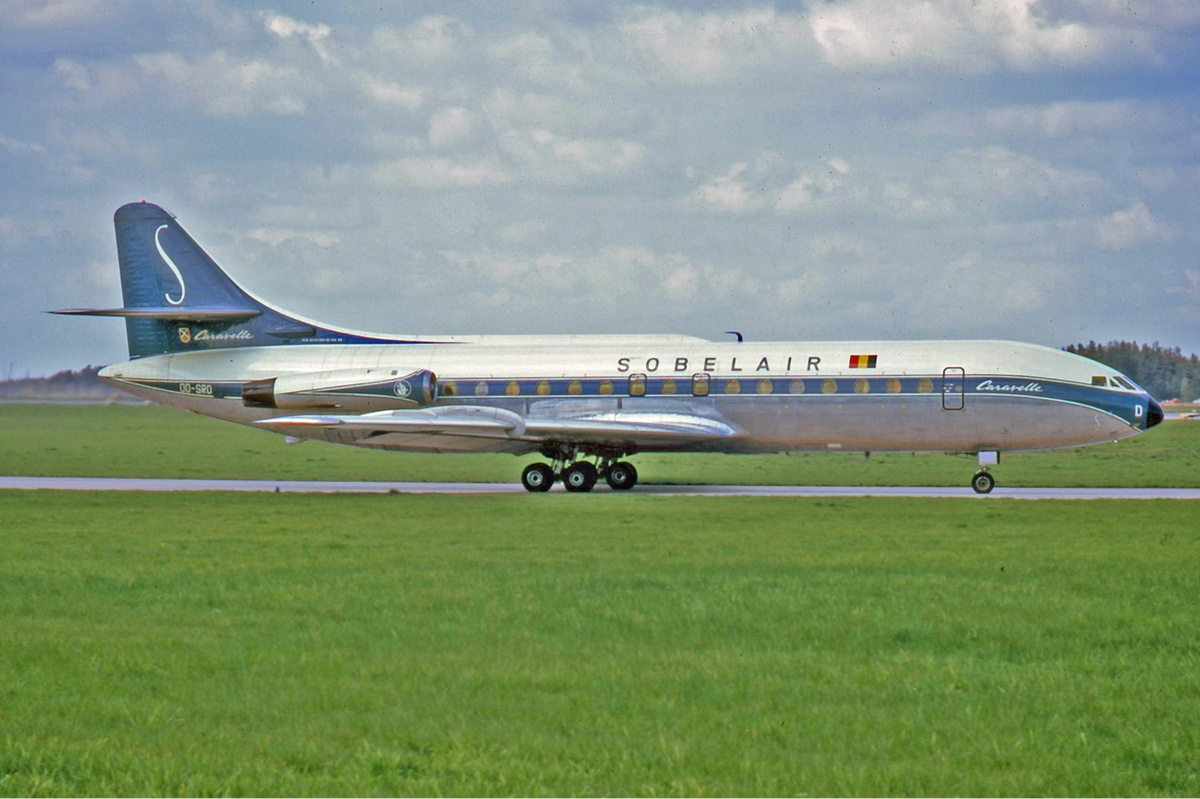
Caravelle VIN der Sobelair, 1972

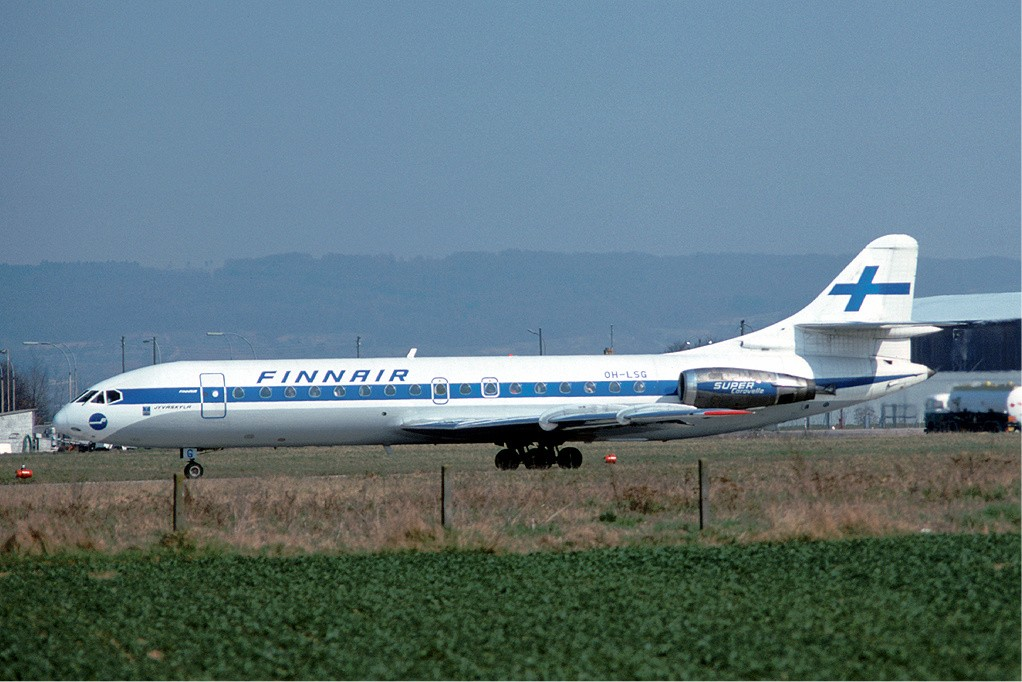
Caravelle 10B3 der Finnair, 1976

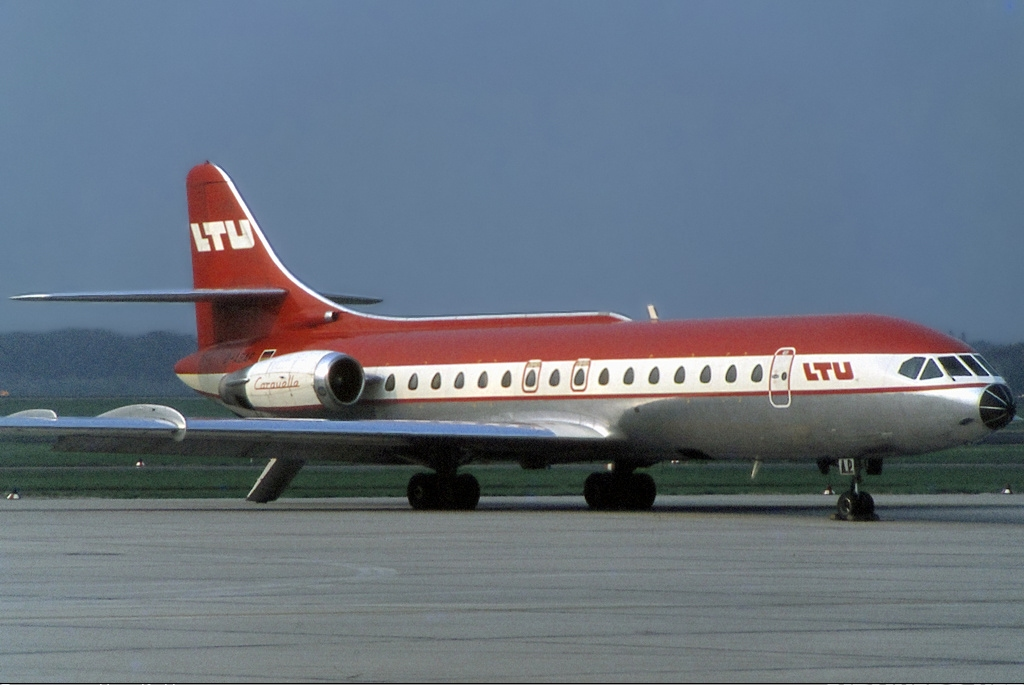
Caravelle 10R der LTU

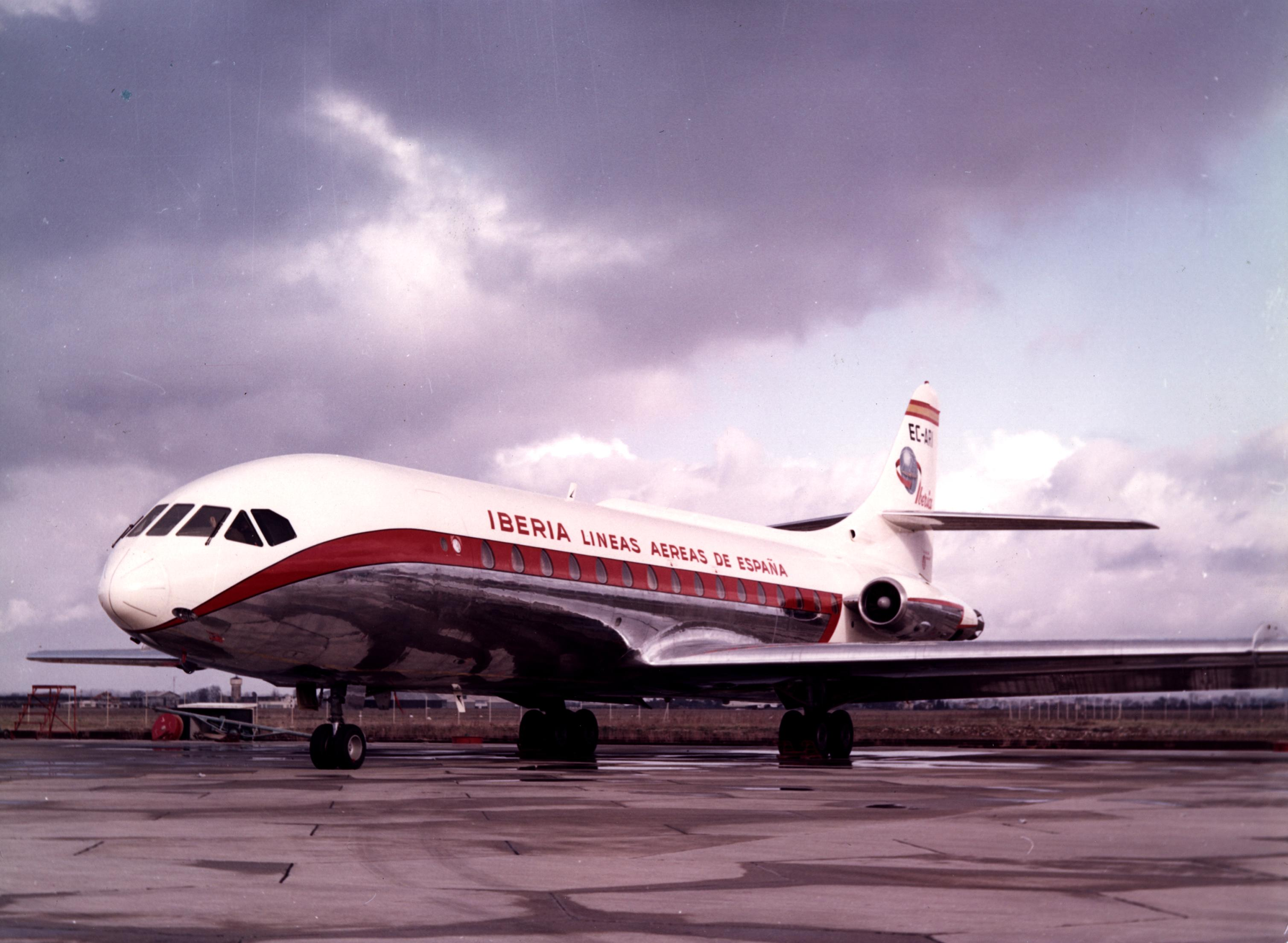
Caravelle VIR der Iberia

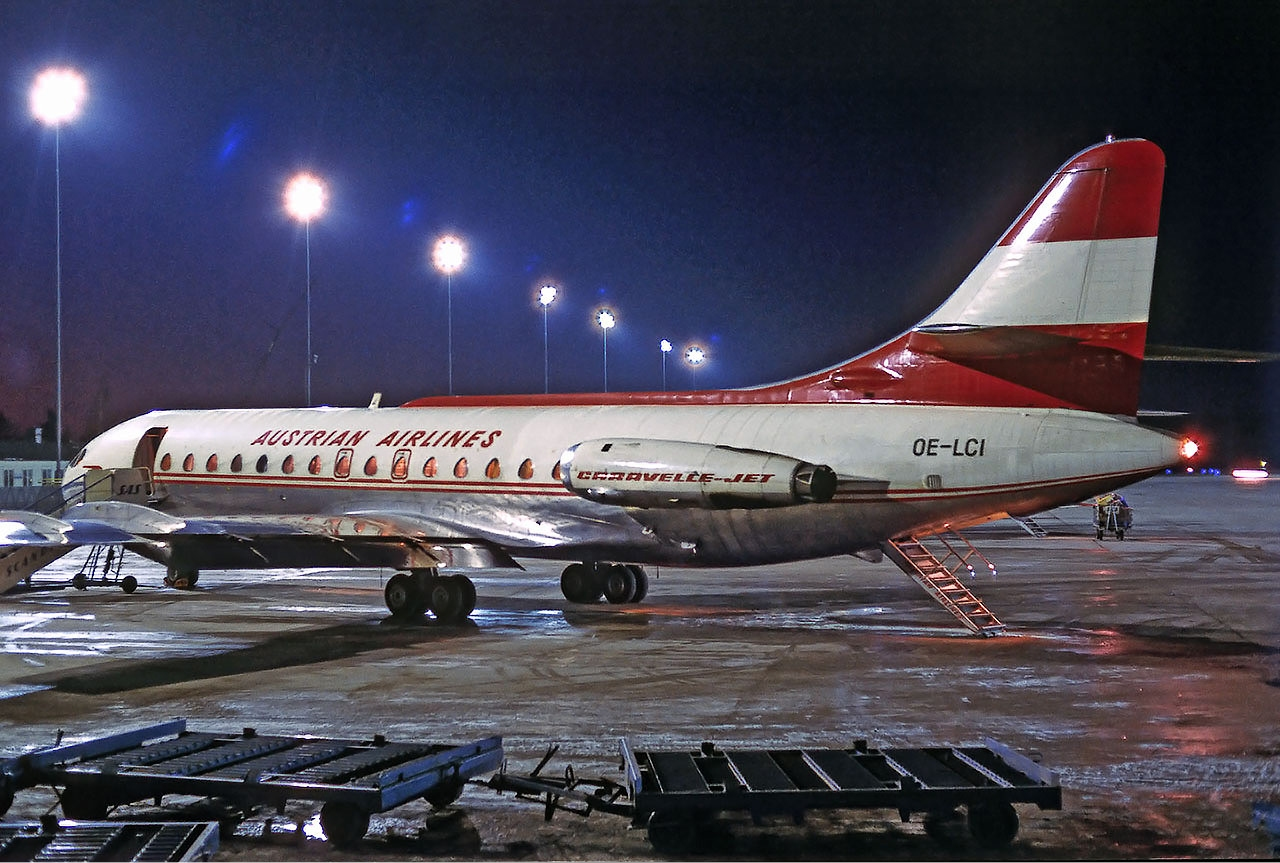
Caravelle VIR der Austrian Airlines

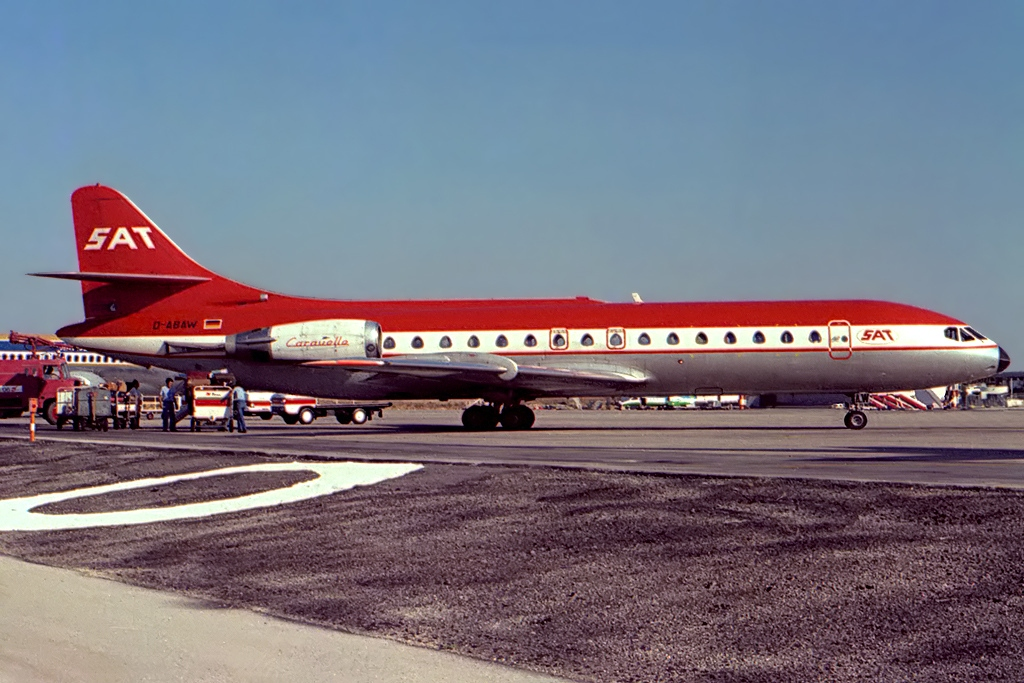
Caravelle 10R der SAT, 1980

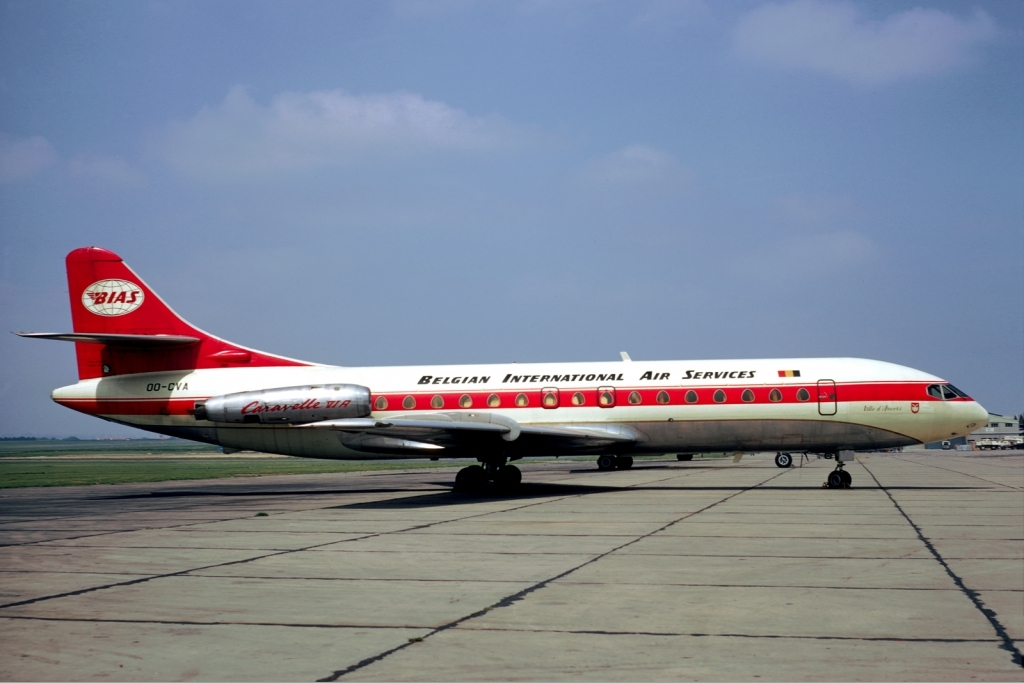
Caravelle VIR der Belgian International Air Services

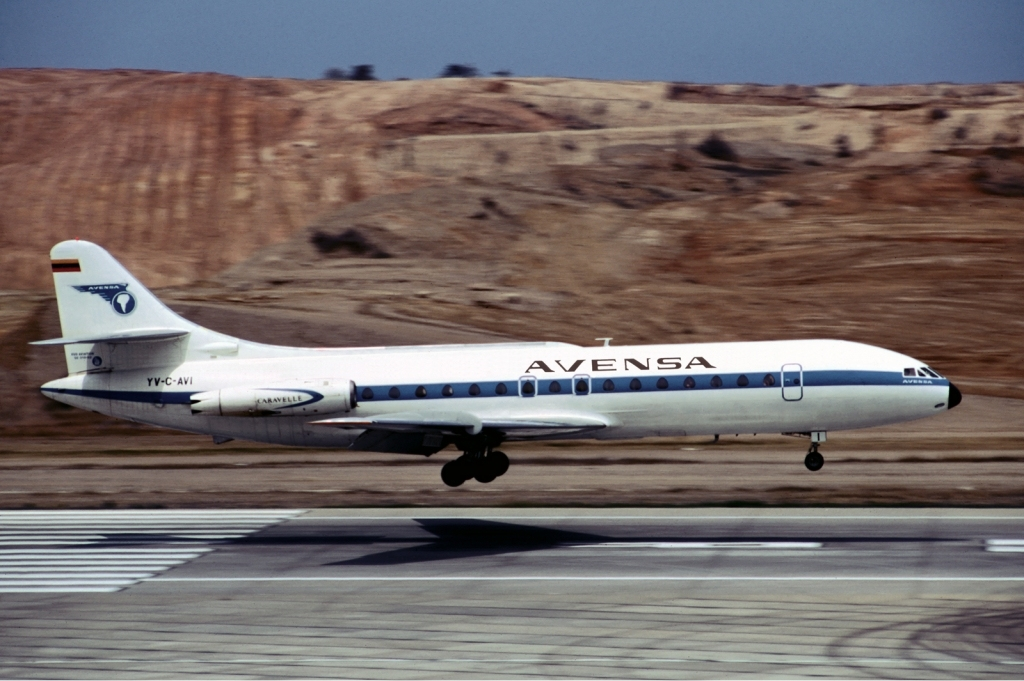
Caravelle III der AVENSA, 1972

Die Caravelle der französischen Sud Aviation war eines der ersten in Serie gefertigten strahlgetriebenen Verkehrsflugzeuge für Kurz- und Mittelstrecken weltweit. Um die Entwicklung zu beschleunigen, wurden bei dem Tiefdecker mit Druckkabine die Flugzeugnase und das Cockpit der früher entwickelten vierstrahligen britischen De Havilland DH.106 Comet weitgehend unverändert übernommen, die Anordnung der Triebwerke am Heck beinhaltete hingegen die erstmalige Anwendung dieses Konzeptes.

## Entwicklung
Das Konzept der Caravelle wurde von der französischen Luftfahrtbehörde SGACC (Secrétariat Général à l’Aviation Civile et Commerciale) im Jahre 1951 als Spezifikation den sechs bedeutendsten französischen Flugzeugherstellern unterbreitet. Ziel war es, ein zur britischen Comet konkurrenzfähiges Flugzeugmuster zu entwickeln. Die am 6. November 1951 veröffentlichte Spezifikation verlangte die Beförderung einer Nutzlast von 6 bis 7 t über eine Entfernung von mindestens 2.000 km bei einer Durchschnittsgeschwindigkeit von 700 km/h. Aus den vielen eingereichten Vorschlägen wählte die Entwicklungskommission im September 1952 schließlich den Entwurf X210 der staatlichen SNCASE aus. Dieses Unternehmen wurde 1957 mit der SNCASO zur Sud Aviation verschmolzen. Der erste Projektvorschlag sah die Verwendung von drei Atar-Triebwerken aus französischer Produktion vor, die am Rumpfheck angebracht werden sollten. Schließlich wurde das britische Rolls-Royce-Avon-Triebwerk gewählt, das seine Zuverlässigkeit bereits unter Beweis gestellt hatte. Die Tatsache, dass das Avon wesentlich mehr Leistung brachte, führte zu einer zweistrahligen Auslegung des Flugzeugentwurfs. So entstand die seinerzeit im Flugzeugbau revolutionäre Auslegung mit zwei Hecktriebwerken und einem sauberen Flügel mit mäßiger Pfeilung. Die Caravelle hat ein Kreuzleitwerk, das heißt, das Höhenleitwerk setzt am Seitenleitwerk an. Die Kabine war ursprünglich für 52 Passagiere ausgelegt, doch spätere Versionen fassten bis zu 140 Fluggäste.
Die Entwicklungskosten der Caravelle wurden in voller Höhe vom französischen Staat getragen, ein Vertrag zum Bau von zwei Prototypen wurde am 3. Januar 1953 unterzeichnet. Hinzu kamen zwei Bruchzellen für den Festigkeitsnachweis. Die Projektbezeichnung wurde in SE.210 geändert und als Projektname Caravelle gewählt.
Die Erstflüge der Prototypen fanden am 27. Mai 1955 und 6. Mai 1956 statt. Während diese Maschinen von Triebwerken des Typs Avon RA.26 angetrieben wurden, erhielten die Serienflugzeuge die RA.29-Mk.522-Aggregate. Der erste Verkaufserfolg stellte sich am 16. November 1955 ein, als die staatliche Air France einen Auftrag über zwölf Maschinen erteilte. Bald schon folgten andere europäische Fluggesellschaften, darunter auch SAS, die zu einem der größten Betreiber der Caravelle wurde.
Am 2. April 1958 erfolgte die Musterzulassung durch die französischen und sechs Tage später durch die US-amerikanischen Behörden. Am 18. Mai desselben Jahres startete bereits die erste Serienmaschine, die Caravelle I, zu ihrem ersten Flug. Die Lieferungen an Air France begannen am 19. März 1959, und am 6. Mai 1959 wurde das Flugzeug offiziell in den Liniendienst eingeführt. Als erste ausländische Gesellschaft erhielt SAS am 15. Mai 1959 die Caravelle. Gegenüber dem Prototyp besaß die Caravelle I Avon RA.29-Mk.522-Triebwerke, einen um 1,5 m gestreckten Rumpf und eine länger auslaufende Seitenflosse, in der die HF-Antenne untergebracht war.
Im Jahr 1962 entfielen von den 75 Millionen Produktions-Arbeitsstunden bei Sud Aviation etwa 70 Prozent auf die Fertigung der Caravelle. Im September 1962 umfasste diese größte Fertigungsserie in Westeuropa 147 Festbestellungen und 99 Optionen. Zuvor war im Januar 1962 das 100. Exemplar ausgeliefert und der Konstrukteur Pierre Satre aus diesem Anlass mit der Goldmedaille der Fédération Aéronautique Internationale ausgezeichnet worden.

## Versionen

Briefmarke 1980

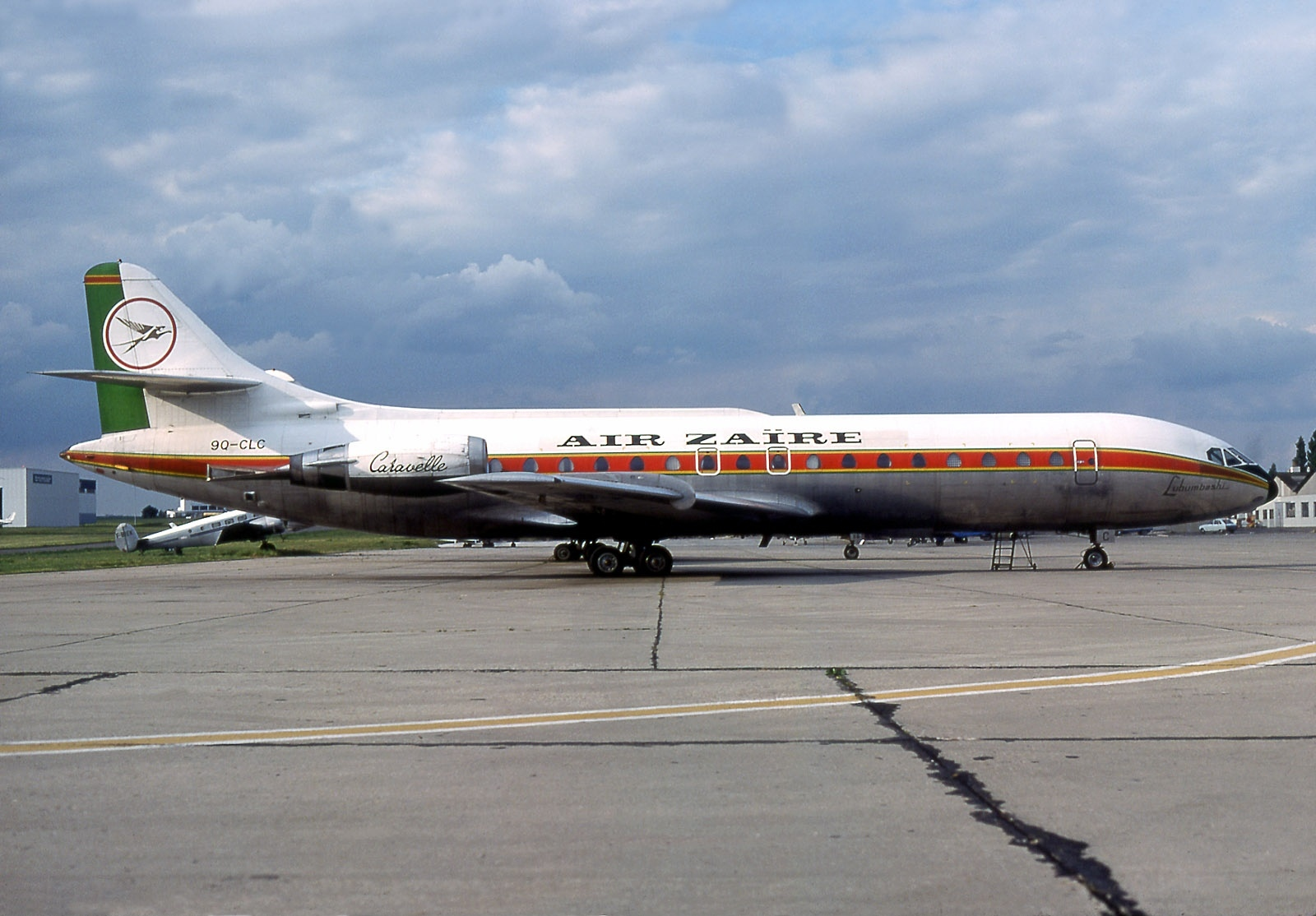
Caravelle 11R der Air Zaire, 1976

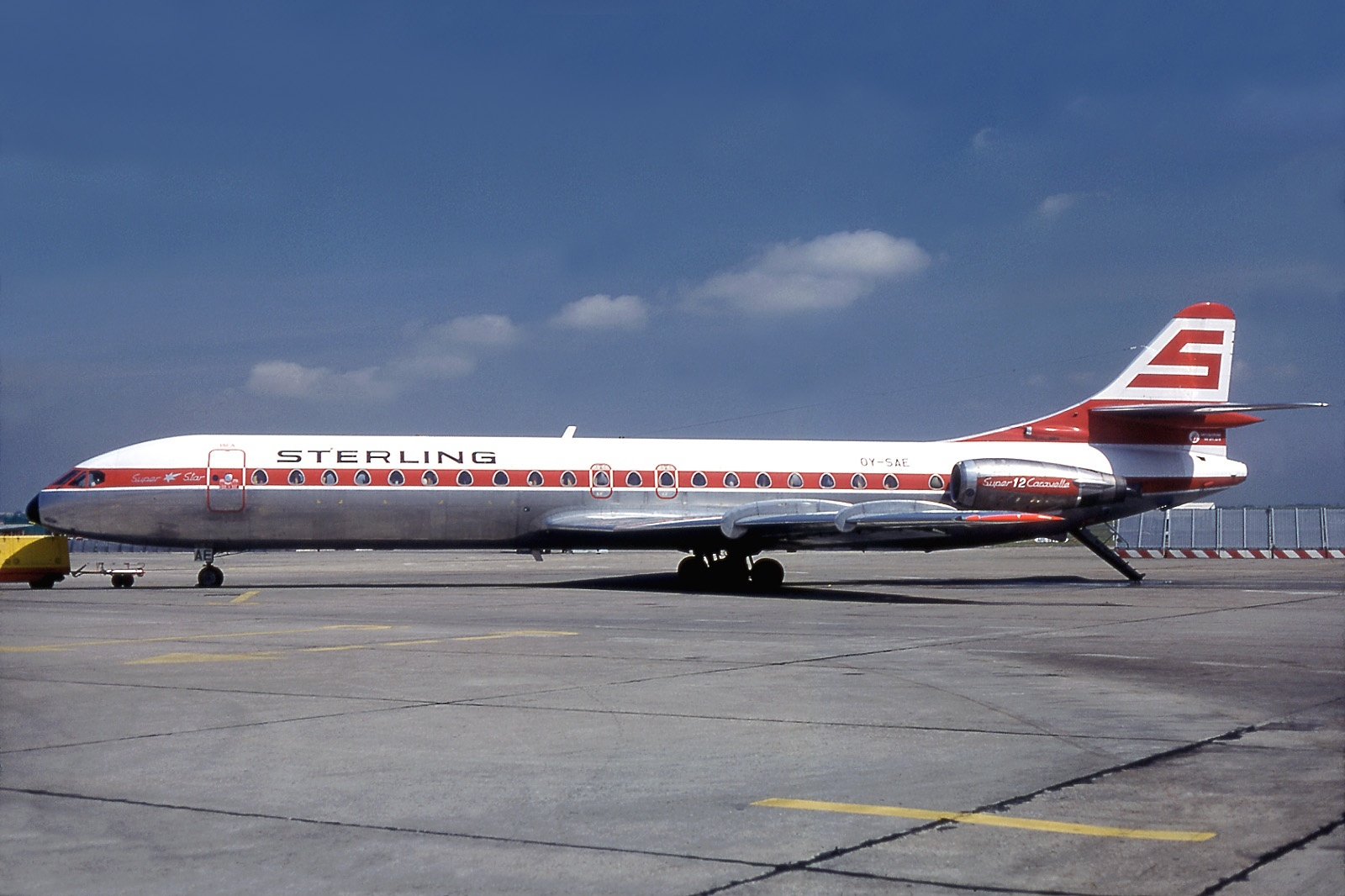
Caravelle 12 der Sterling Airways, 1976

Auf Basis des Prototyps wurden im Laufe der Jahre verschiedene Varianten mit bis zu 140 Sitzen entwickelt. Bis auf die Varianten I und IA wurden fast alle Caravelle-Muster parallel zueinander angeboten und produziert.
Caravelle I
Gegenüber dem Prototyp war diese erste Serienvariante der Caravelle um 1,50 Meter gestreckt und bot somit je nach Ausstattung maximal 80 Passagieren Platz. Die Caravelle I hatte stärkere Rolls-Royce RA-29 Avon Mk.522 mit je 46,7 kN Schub. Die französische Zulassung erhielt der Typ am 2. April 1959, die Zulassung der FAA sechs Tage später. Den ersten Flug mit zahlenden Passagieren führte Air France etwas später auf der Route Paris–Rom–Athen–Istanbul durch.
Verkäufe: insgesamt 20; an Air France (10), SAS (6), Air Algérie (2) und VARIG (2). Eine der VARIG-Maschinen wurde vom Hersteller an Air Vietnam und Middle East Airlines verleast, bevor sie letztlich an Royal Air Maroc ausgeliefert wurde.
Caravelle IA
Diese Variante hatte dieselben Abmessungen wie die normale Caravelle I, verfügte jedoch über leistungsstärkere Triebwerke des Typs Rolls-Royce Avon RA-29/1 Mk.526. Der Erstflug fand am 11. Februar 1960 statt. Die Maschinen der Varianten I und IA wurden später ausnahmslos auf den Caravelle III-Standard umgerüstet.
Verkäufe: insgesamt 12; an Air France, SAS, Air Algérie, Finnair und Royal Air Maroc.
Caravelle III
Verbesserungen der Triebwerke der Avon-Baureihe führten zur Entwicklung der Caravelle III, die erstmals am 30. Dezember 1959 flog und im April 1960 an den Erstkunden Alitalia übergeben wurde. Die Caravelle III verfügte über Rolls-Royce Avon RA-29/3 Mk.527 bzw. RA-29/3 Mk.527B, jeweils mit 50,7 kN Schub. Gegenüber den Vorgängerversionen hatte diese Version ein größeres Startgewicht und erreichte eine höhere Reisegeschwindigkeit. Mit 78 Exemplaren war dies die meistverkaufte Caravelle-Variante. Hinzu kamen die 23 Caravelle I und IA, die im Laufe des Jahres 1961 auf den Standard der Serie III gebracht wurden.
Verkäufe: insgesamt 78, zuzüglich 23 umgerüstete Caravelle I/IA; Hauptkunden: Air France, Swissair, Alitalia, SAS, Royal Air Maroc.
Caravelle VI-N
Nochmals leistungsstärkere Variante, die über ein höheres maximales Abfluggewicht und Avon RA-29/6 Mk 531 bzw. RA 29/6 Mk 531B mit je 54,28 kN Schub und Schalldämpfer verfügte. Die maximale Nutzlast war jedoch zugunsten einer höheren Reichweite eingeschränkt. Hierzu wurde der Caravelle III-Prototyp zur Caravelle VI modifiziert und flog als solcher erstmals am 10. September 1960. Als erste Fluggesellschaft stellte die Sabena diese Variante am 18. Februar 1961 in Dienst. Die Bezeichnung VI-N wurde erst nach Entwicklung der VI-R eingeführt, um die früheren Flugzeuge (VI-N) von denen, die mit einer Schubumkehr ausgerüstet waren (VI-R), zu unterscheiden. Das „N“ in der Typenbezeichnung steht für den Schalldämpfer (N= Noise-Supressor).
Verkäufe: insgesamt 53, zuzüglich 5 umgerüstete Caravelle III; Kunden waren unter anderem Alitalia, Jugoslovenski Aerotransport (JAT), Middle East Airlines (MEA) und Sabena; gebrauchte Maschinen wurden später beispielsweise von Corse Air, Minerve, Pushpaka Aviation und Sobelair betrieben.
Caravelle VI-R
Im Februar 1960 erteilte United Air Lines als einzige US-Fluggesellschaft einen Auftrag über 20 Caravelle. Dies führte zur Entwicklung der Caravelle VI-R. Diese Caravelle-Version stellte einen wichtigen Meilenstein der Luftfahrtgeschichte dar – als erstes in Serie produziertes Passagierflugzeug verfügte die Caravelle VI-R über eine Schubumkehr und Störklappen. Diese Änderungen wurden, ebenso wie ein stärkeres Bremssystem (die frühen Modelle waren noch mit Bremsschirmen ausgerüstet), zur Erfüllung der US-Lufttüchtigkeitsanforderungen eingeführt. Darüber hinaus bekam die Caravelle VI-R größere Cockpitfenster mit veränderter Anordnung. Der Erstflug erfolgte am 6. Februar 1961 und die FAA-Zulassung wurde am 5. Juni desselben Jahres erlangt. Der Liniendienst bei United Air Lines begann am 14. Juli. Die Caravelle VI-R wurde von Avon Ra-29 Mk. 533R bzw. 535B mit je 56,05 kN Schub angetrieben. Das „R“ in der Triebwerk-Modellbezeichnung stand für Reverse (Schubumkehr).
Verkäufe: insgesamt 56; an United Air Lines (20) sowie unter anderem an Indian Airlines (9), Austrian Airlines (5), Panair do Brasil (4), Cruzeiro do Sul, Iberia (4), LAN Chile (3), Aerolíneas Argentinas (3), TAP (3).
Caravelle VII
Die beiden Caravelle VI-Varianten waren die letzten Caravelle-Muster, die mit Rolls-Royce-Avon-Triebwerken ausgestattet wurden. Längere Zeit untersuchte Sud Aviation die Verwendbarkeit anderer Triebwerke. Anfang 1960 verkaufte die Firma eine Caravelle III an General Electric, die dort mit zwei Turbofan vom Typ CJ805-23C mit je 71,7 kN Schub ausgerüstet wurde. Der Erstflug der als Caravelle VII bezeichneten Maschine fand am 29. Dezember 1960 statt.
Verkäufe: keine; lediglich eine Caravelle III wurde zur Caravelle VII umgerüstet.
Caravelle 10A
Dieselben GE-Triebwerke wie für die Caravelle VII waren für das Projekt Caravelle 10 mit einem um einen Meter verlängerten Rumpf vorgesehen, ebenso für die Caravelle 10A mit den wechselnden Bezeichnungen Caravelle Horizon und Caravelle Super A. Die Super A sollte entsprechend einer Forderung der TWA einen breiteren Innenflügel, eine um 200 mm erhöhte Fensterreihe, Doppelspaltklappen, einen Leitwerksübergangstropfen sowie ein Hilfstriebwerk (APU) im Heck haben. TWA bestellte 1961 zunächst 20 solcher Maschinen, doch die Order wurde im darauffolgenden Jahr aufgrund finanzieller Probleme storniert. Als TWA wieder bereit war, neue Flugzeuge zu kaufen, war die Douglas DC-9 verfügbar, für die man sich statt der Caravelle entschied. Zum Zeitpunkt der Stornierung seitens TWA stand bereits ein entsprechender Prototyp in Produktion, welcher am 31. August 1962 seinen Erstflug erfolgreich absolvierte.
Verkäufe: keine; nur eine Caravelle 10A wurde gebaut.
Caravelle 10B (Super Caravelle)
Zeitgleich mit der Caravelle 10A entwickelte Sud Aviation die Caravelle 10B, die von Pratt & Whitney JT8D-1-Bläsertriebwerken von je 62,2 kN Standschub angetrieben wurde und ein Startgewicht von 52.000 kg aufwies. Dasselbe Triebwerksmuster fand später auch an der Boeing 727 und der Douglas DC-9 Verwendung. Der Prototyp dieses Musters startete erstmals am 3. März 1964 und am 16. August desselben Jahres konnte das erste Exemplar an die Finnair übergeben werden. Am 23. Februar 1968 erhielt die dänische Charterfluggesellschaft Sterling Airways ihre erste Super B, auch Super Caravelle genannt. Diese auf der 10B basierende Version hatte ein Startgewicht von 54.000 kg. Bei den letzten an Sterling abgelieferten Maschinen wurde das Abfluggewicht nochmals um weitere 2.000 kg angehoben. Die wesentlichsten Änderungen gegenüber der Standardversion waren der um einen Meter verlängerte Rumpf, der maximal 105 Passagieren Platz bot, sowie das Höhenleitwerk, dessen Spannweite um 1,40 m vergrößert wurde. Die Tiefe der Tragflächen erfuhr an deren Wurzeln eine bedeutende Vergrößerung. Optional konnte zudem das Fassungsvermögen der Flächentanks vergrößert werden, wodurch sich die maximale Reichweite auf 3.640 km erhöhte.
Verkäufe: insgesamt 22; Hauptbetreiber mit acht Exemplaren war Finnair; weitere Betreiber waren unter anderem Sterling Airways, LTU, Alia und UTA.
Caravelle 10R
Die Caravelle 10R, die am 18. Januar 1965 erstmals flog, war im Grunde eine Caravelle VI-R mit JT8D-7-Triebwerken und einer Kaskaden-Schubumkehrvorrichtung. Während die Rumpflänge und Passagierkapazität gegenüber der Caravelle VI unverändert blieb, konnte das Nutzlast/Reichweite-Verhältnis deutlich verbessert werden. Die maximale Reisegeschwindigkeit stieg dank der neuen Triebwerke auf 820 km/h, während gleichzeitig das maximale Abfluggewicht auf 52.000 kg angehoben wurde. Als Erstkunde erhielt Alia (die heutige Royal Jordanian) am 31. Juli 1965 ihre erste Caravelle 10R.
Verkäufe: insgesamt 20; Betreiber gebrauchter Exemplare waren unter anderem Aero Lloyd und Transwede.
Caravelle 11R
Eng verwandt mit der Caravelle 10R war die Caravelle 11R für den gemischten Passagier- und Frachtbetrieb, die hierfür ein großes Frachttor in der linken vorderen Rumpfhälfte hatte. Im Vergleich zur 10R erfuhr der Rumpf eine Streckung um 0,70 Meter (auf 32,71 Meter). Der Prototyp der 11R absolvierte seinen Erstflug am 22. September 1967.
Verkäufe: insgesamt 6; an Air Afrique, Air Congo und Transeuropa.
Caravelle 12 (Super Caravelle)
Als größte und leistungsstärkste Variante, speziell auf den Chartermarkt ausgerichtet, baute Sud Aviation die Caravelle 12, eine aus der Caravelle 10 Super B abgeleitete Version mit einem um 3,20 Meter verlängerten Rumpf und strukturellen Verstärkungen am Tragwerk. Das maximale Startgewicht wurde auf 58.000 kg gesteigert und in enger Bestuhlung konnten bis zu 140 Passagiere transportiert werden. Als Antrieb kamen verbesserte Triebwerke vom Typ JT8D-9 mit 64,5 kN Standschub zum Einbau. Die Caravelle 12 entstand auf Anregung der Sterling Airways, die sieben Exemplare bestellte und deren erstes Flugzeug am 29. Oktober 1970 erstmals flog. Als einziger weiterer Kunde kaufte die französische Inland-Fluggesellschaft Air Inter fünf dieser Maschinen, von denen die letzte 1972 ausgeliefert wurde.
Verkäufe: insgesamt 12; an Sterling Airways (7), Air Inter (5).
Die Produktion wurde 1972 nach dem Bau von insgesamt 282 Caravelle aller Versionen eingestellt (einschließlich zweier Prototypen).

### Super Caravelle (1961)
Auf dem Pariser Luftfahrtsalon von 1961 wurde ein komplett unterschiedliches Nachfolgeflugzeug der Caravelle als Super Caravelle bezeichnet: Es handelte sich um ein überschallfähiges rund 70-plätziges Mittelstreckenflugzeug. In Zusammenarbeit mit Großbritannien entstand aus diesem Entwurf sowie aus der dort entworfenen BAC Type 223 die dann größere und für den Transatlantikverkehr geeignete Concorde.

## Nutzung

### Einsatz
Ab Mitte der 1970er Jahre wurde die Caravelle durch größere und modernere Flugzeugmuster von den meisten Hauptstrecken verdrängt, jedoch kam sie noch bis in die 1980er Jahre hinein recht häufig im Charterverkehr zum Einsatz. Zu den letzten Betreibern in Europa gehörte die Air Toulouse, die zuletzt 1995 mit Caravelle 10B3 Super B flog. Die vermutlich letzte kommerziell im Einsatz befindliche Caravelle, eine in Swasiland zugelassene Caravelle 11R der Trans Air Congo mit dem Kennzeichen 3D-KIK und der Werknummer 251 (Erstflug 1968) verunglückte am 28. August 2004 auf dem Flughafen Gisenyi in Ruanda. 
Die kongolesische Waltair, der im September 2005 die Lizenz entzogen wurde, soll noch bis in den Juli 2005 hinein mit einer Caravelle 10B3 (Werknummer 169) geflogen sein.
Seit 2006 gibt es weltweit keine lufttüchtige Caravelle mehr.

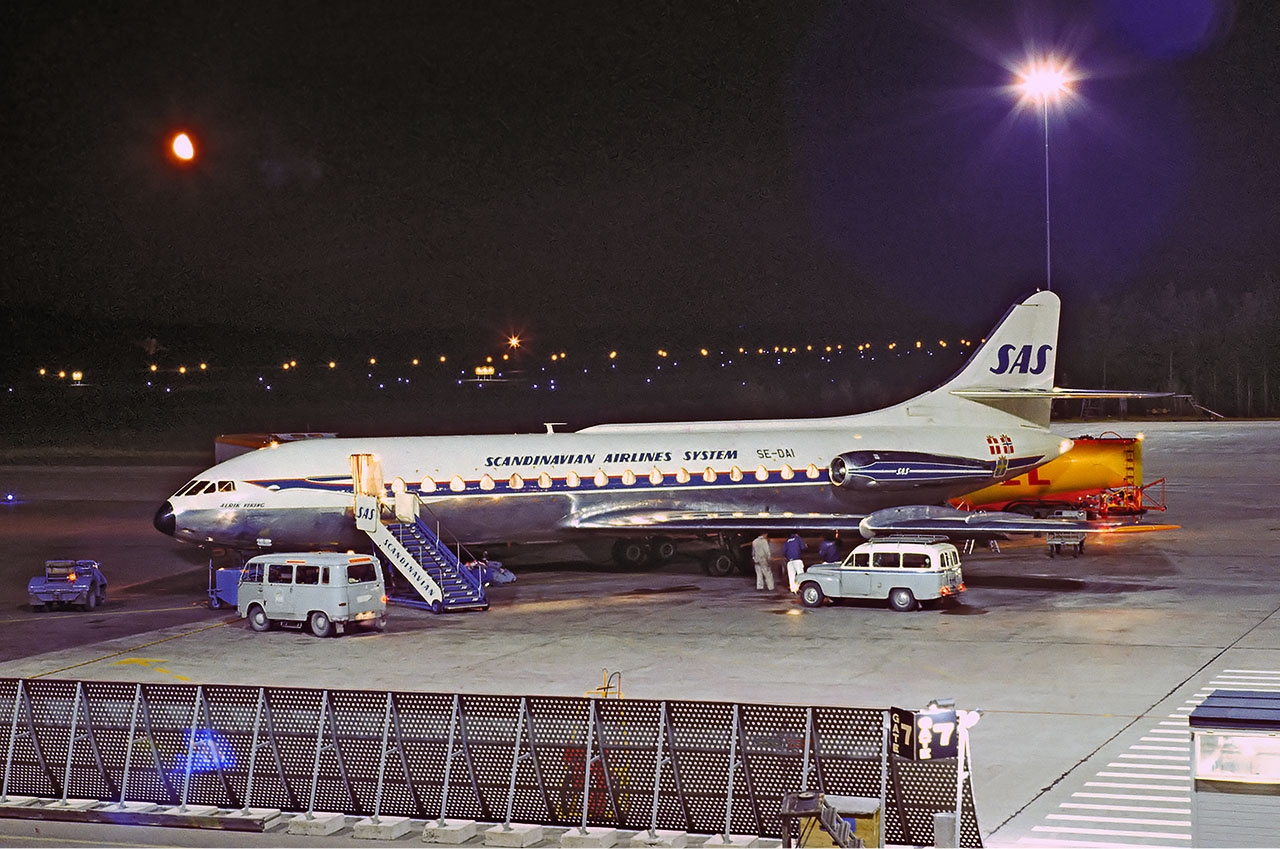
Die genannte Caravelle III SE-DAI der SAS, hier 1966

Es gibt Bemühungen, eine ehemals von Scandinavian Airlines (SAS) eingesetzte Caravelle III wieder lufttüchtig zu machen und für Rundflüge einzusetzen. Der schwedische Le Caravelle Club besitzt die Caravelle mit der Produktionsnummer 210 (Kennzeichen SE-DAI), die am Flughafen Stockholm/Arlanda stationiert ist. Zuletzt flog die Maschine am 28. Januar 1999, seitdem werden einmal im Jahr die Triebwerke der Maschine angelassen. Allerdings hat Airbus, der letzte Musterbetreuer, das Lufttüchtigkeitszeugnis zurückgezogen. Somit könnte sie nur noch mit einer Einzelzulassung („Permit to fly“) fliegen. Eine solche ist allerdings für ein Verkehrsflugzeug nur sehr schwierig zu erhalten. Deshalb und aus finanziellen Gründen hat der „zweite Erstflug“ als Museumsflugzeug bis heute nicht stattgefunden. Immerhin wurde diese Caravelle am 5. Juli 2021 mit laufenden Triebwerken, also aus eigener Kraft, vom bisherigen Abstellplatz zur Rampe „K“ gerollt. Über diesen Rollvorgang gibt es auch ein youtube-Video.

### Betreiber

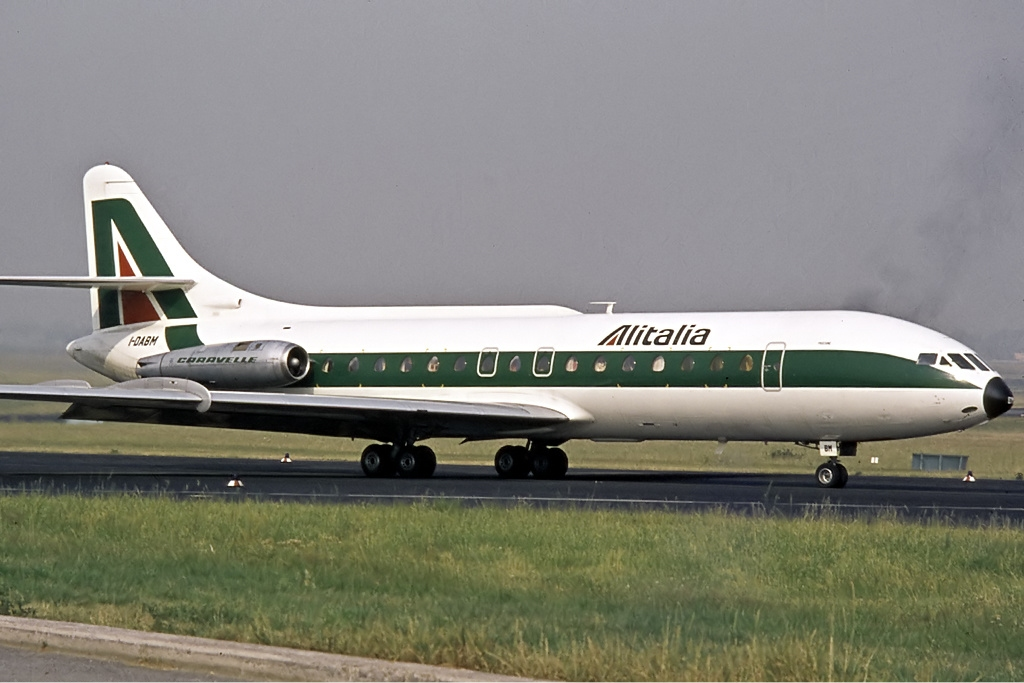
Caravelle VIN der Alitalia, 1973

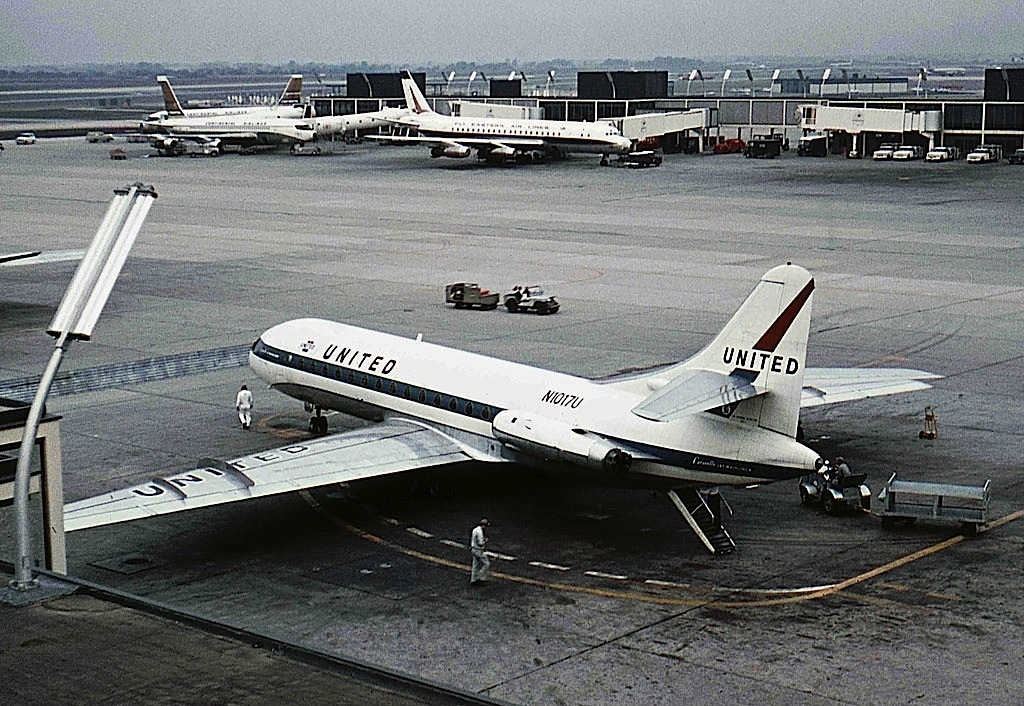
Caravelle VIR der United Airlines, 1962

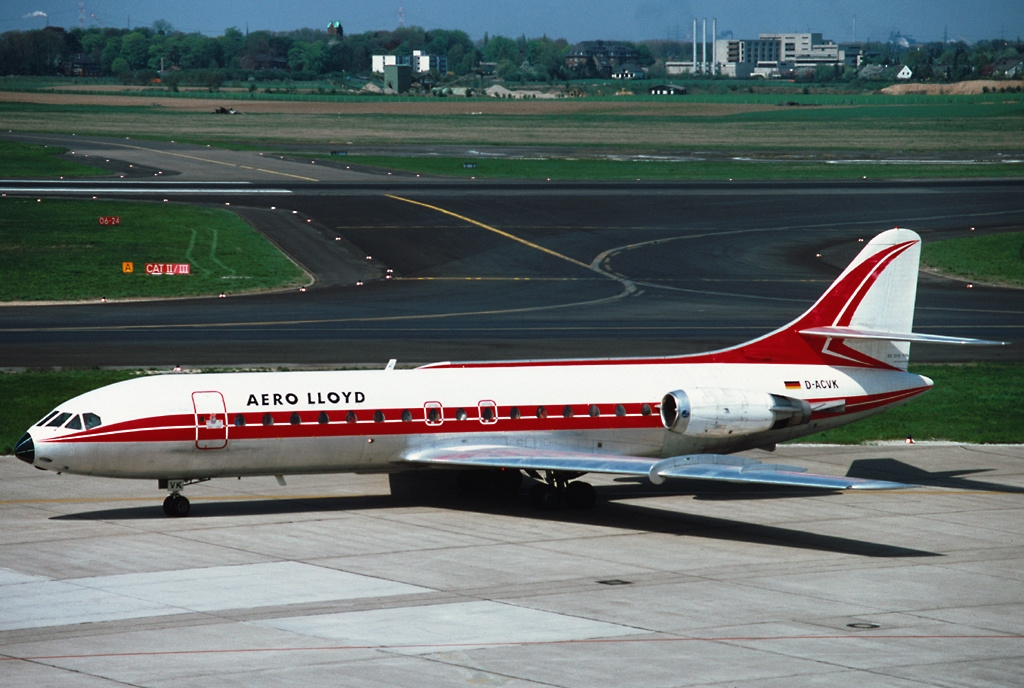
Caravelle 10B1R der Aero Lloyd, 1983

Die wichtigsten Betreiber der Caravelle waren:
- Air France (46)
- Alitalia (21)
- SAS (21)
- Sterling Airways (Dänemark) (20)
- United Airlines (20) (größter Betreiber außerhalb Europas)

Weitere Betreiber waren
- Aero Lloyd
- Aircalin
- Air Charter
- Air Inter (14)
- Austrian Airlines
- Aviaco
- Finnair (12)
- Hispania
- Iberia (19)
- Indian Airlines
- Istanbul Airlines
- Jugoslovenski Aerotransport (JAT)
- LTU
- Luxair
- Middle East Airlines
- Sabena
- SAT Flug
- Sterling Airways
- Sultan Air
- Swissair
- Syrian Arab Airlines
- TAP Air Portugal
- Trabajos Aéreos y Enlaces (TAE)
- Thai Airways International
- Transeuropa
- Transwede
- Tunisair

## Zwischenfälle
Vom Erstflug 1955 bis zum Betriebsende (etwa 2005) kam es mit der Caravelle zu 64 Totalschäden von Flugzeugen. Bei 31 davon kamen insgesamt 1304 Menschen ums Leben. Auszüge:
- Am 19. Januar 1960 stürzte eine Caravelle I der SAS (Luftfahrzeugkennzeichen OY-KRB) beim Anflug auf den türkischen Flughafen Ankara-Esenboğa ab. Alle 42 Personen an Bord wurden dabei getötet. Als Ursache wurde Controlled flight into terrain festgestellt. Es handelt sich dabei um den ersten Unfall einer Caravelle (siehe auch Scandinavian-Airlines-System-Flug 871).[11]
- Am 19. Mai 1960 kollidierten eine Sud Aviation Caravelle der Air Algérie auf einem Flug von Algier nach Paris und eine Stampe & Vertongen SV-4, wobei 2 Personen starben und die Caravelle schwer beschädigt wurde (siehe auch Flugunfall der Air Algérie bei Paris).
- Am 12. September 1961 leiteten die Piloten einer Caravelle III der Air France (F-BJTB) auf dem Flug von Paris-Orly nach Rabat den Sinkflug vier Kilometer zu früh ein. Die Maschine flog gegen einen Hügel und ging in Flammen auf. Alle 77 Insassen starben. Beitragender Faktor war die unergonomische Konstruktion des in der Caravelle installierten Kollsman-Höhenmessers.[12]
- Am 27. September 1961 setzte der Pilot einer Caravelle III der brasilianischen VARIG (PP-VJD) (der gerade auf den Flugzeugtyp umgeschult wurde) die Maschine sehr hart noch vor der Landebahn am Flughafen Brasília (Brasilien) auf. Auf derselben brach dann das Fahrwerk zusammen. Ein Feuer brach aus, welches das Flugzeug zerstörte. Alle 71 Insassen, neun Besatzungsmitglieder und 62 Passagiere, überlebten den Unfall.[13]

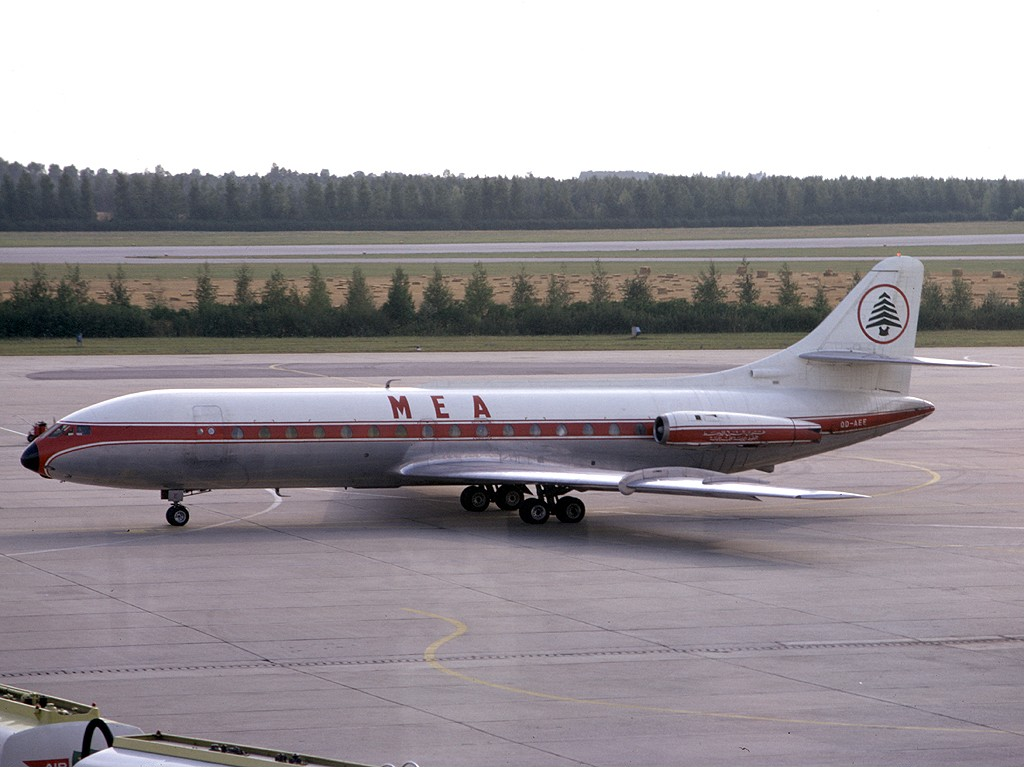
Caravelle VIN der Middle East Airlines (MEA), 1968, baugleich mit der im September 1963 verunglückten Maschine

- Am 4. September 1963 stürzte eine Caravelle III der Swissair (HB-ICV) aufgrund eines durch überhitzte Bremsen ausgelösten Feuers an Bord ab. Durch das Feuer kam es zum vollständigen Ausfall der Hydraulik, wodurch das Flugzeug nicht mehr steuerbar war. Alle sechs Besatzungsmitglieder und 74 Passagiere – 43 davon kamen aus dem kleinen Dorf Humlikon – starben (siehe auch Swissair-Flug 306).[14]
- Am 17. April 1964 flog eine Caravelle III der Middle East Airlines (MEA) (OD-AEM) im Anflug auf den Flughafen Dhahran (Saudi-Arabien) 19 Kilometer südsüdöstlich davon ins Meer. Während eines Sandsturms herrschte bei dem nächtlichen Anflug eine Sicht von 900 Meter. Alle 49 Insassen kamen ums Leben.[15]
- Am 15. Februar 1966 setzte eine Caravelle VI-N der Indian Airlines (VT-DPP) bei sehr schlechter Sicht auf dem Flughafen Delhi-Palam (Indien) noch vor der Landebahn auf, rammte eine Zementsäule und andere Hindernisse und geriet in Brand. Von den 80 Insassen kamen 2 Passagiere ums Leben.[16]
- Am 4. September 1966 flogen die Piloten eine Caravelle VI-N der Indian Airlines (VT-DSB) bei einer Übungsplatzrunde mit einem simulierten Triebwerksausfall am Flughafen Bombay (Indien) in einen nur 250 Meter hohen Hügel. Bei diesem CFIT (Controlled flight into terrain) wurden alle 4 Besatzungsmitglieder getötet, die einzigen Insassen auf dem Trainingsflug.[17]
- Am 30. Juni 1967 verunglückte eine Sud Aviation Caravelle III der Thai Airways International (HS-TGI)  aus Taipeh kommend während Starkregens beim Landeanflug auf den Flughafen Kai Tak in Hongkong. Die Maschine unterschritt, vermutlich aufgrund von Windströmungen, die Mindestflughöhe und schlug durch einen Steuerfehler des Kopiloten kurz vor der Landebahn auf die Wasseroberfläche auf. Von 80 Menschen an Bord kamen 24 ums Leben (siehe auch Thai-Airways-Flug 601).[18]

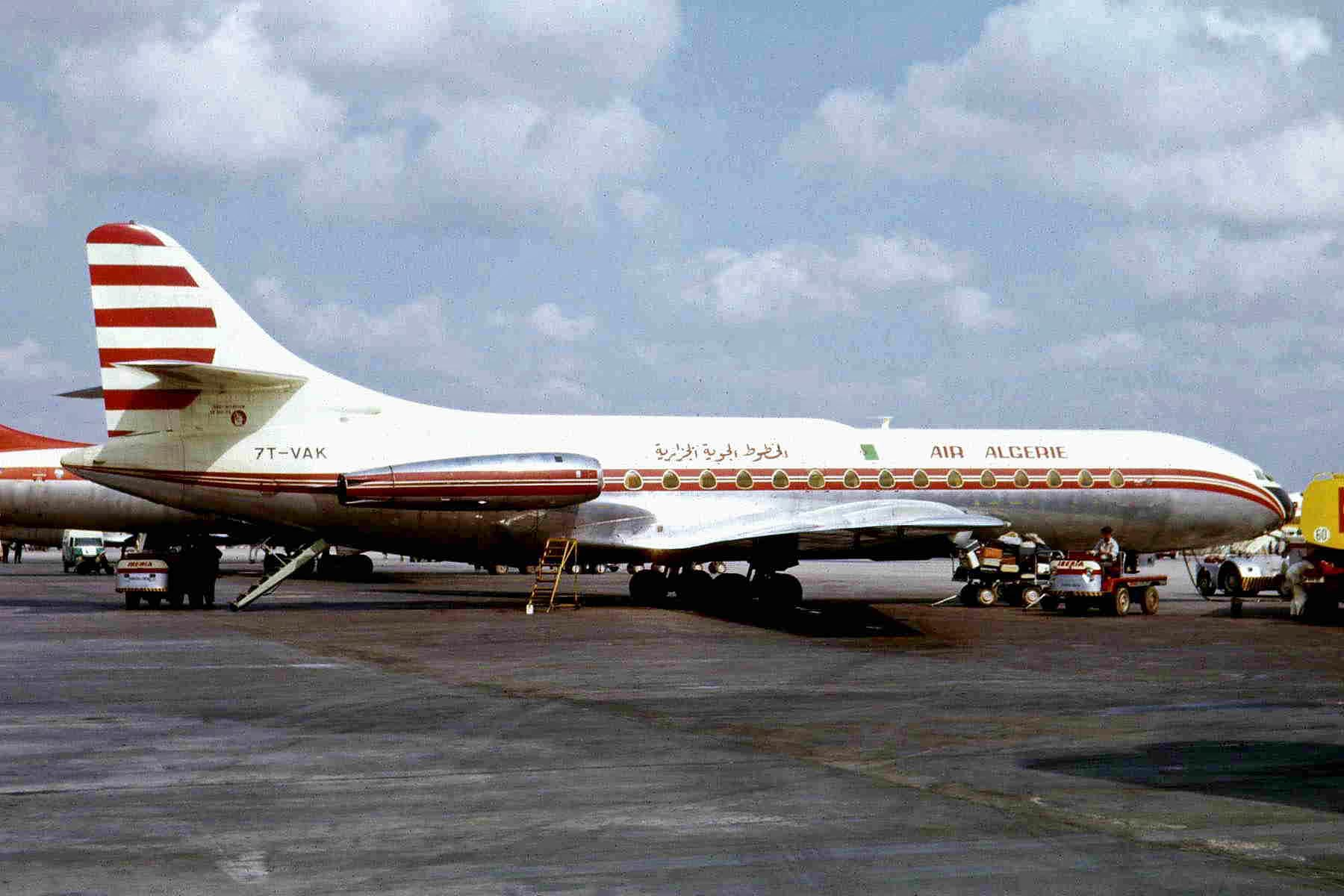
Die am 26. Juli 1969 verunglückte Caravelle VIN 7T-VAK der Air Algerie, 1967

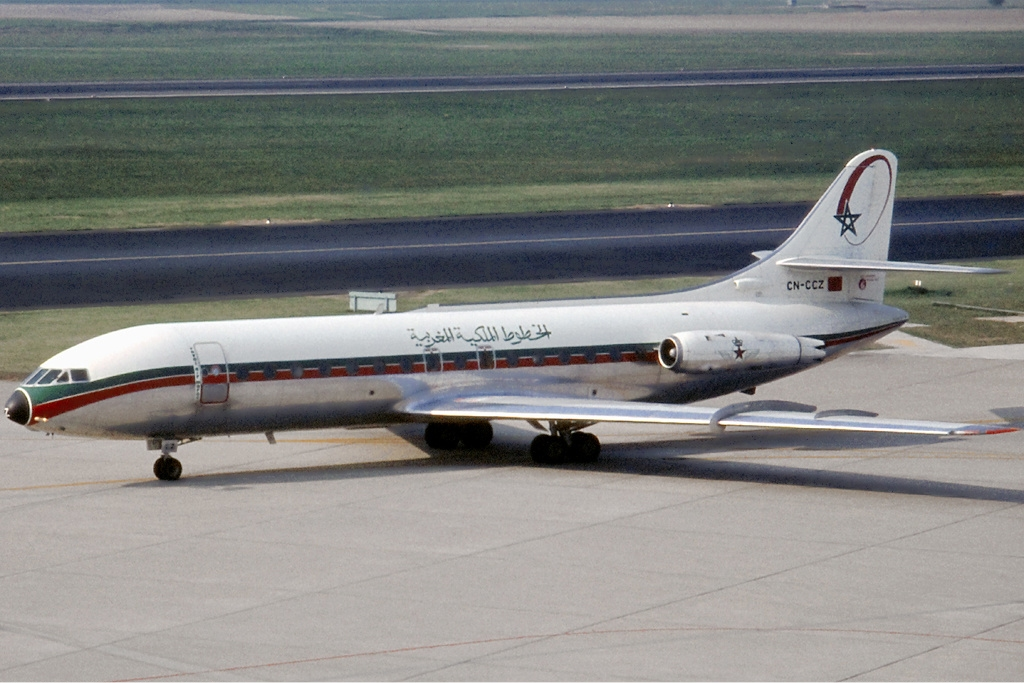
Caravelle III der Royal Air Maroc, 1973, baugleich mit der 1970 sowie 1973 verunglückten Maschine

- Am 11. September 1968 stürzte eine Caravelle III der Air France (F-BOHB) mit 95 Insassen auf dem Flug von Ajaccio nach Nizza ins Mittelmeer. Die Ursache konnte nicht eindeutig ermittelt werden (siehe auch Air-France-Flug 1611).[19]
- Am 26. Juli 1969 brach im Elektroraum einer Sud Aviation Caravelle 6N der Air Algérie (7T-VAK) während eines Charterfluges von Marseille zum Flughafen Hassi Messaoud (Algerien) ein Feuer aus. Die Piloten versuchten, den Flughafen von Biskra für eine Notlandung zu erreichen. Jedoch stürzte das Flugzeug noch im Anflug bei Ain Naga, 45 Kilometer ostsüdöstlich von Biskra, in Flammen ab. Von den 37 Insassen überlebten je nach Quelle 2, 3 oder 4 der Besatzungsmitglieder. Alle 30 Passagiere sowie 3 (oder 5) der Besatzungsmitglieder kamen ums Leben (siehe auch Flugunfall der Air Algérie bei Aïn Naga).[20][21]
- Am 1. April 1970 stürzte eine Caravelle III der Royal Air Maroc (CN-CCV) im Anflug auf den Flughafen Casablanca-Nouasseur (Marokko) ab und brannte aus. Offenbar wurde im Nebel nahe Berrechid in 9 Kilometern Entfernung vom Flughafen, aber nur etwa 500 Fuß (150 Metern) Höhe, die Kontrolle verloren. Von den 82 Insassen kamen 61 ums Leben, 5 Besatzungsmitglieder und 56 Passagiere.[22][23]
- Am 7. Januar 1972 unterschritten die Piloten einer Sud Aviation Caravelle VI-R der spanischen Iberia (EC-ATV) im Anflug auf den Flughafen Ibiza die Sicherheitsflughöhe und flogen die Maschine gegen einen Berg auf der Insel Ibiza. Alle 104 Insassen kamen ums Leben (siehe auch Iberia-Flug 602).[24]
- Am 14. März 1972 flog eine intakte Caravelle 10B3 der Sterling Airways (OY-STL) im Anflug auf den Flughafen Dubai in einen etwa 500 Meter hohen Hügel im Emirat Fudschaira, etwa 80 Kilometer östlich des Flughafens (CFIT, Controlled flight into terrain). Die Mittelstreckenmaschine befand sich auf dem Flug vom Flughafen Colombo-Bandaranaike über Bombay nach Dubai und sollte nach einem Tankstopp über Ankara nach Kopenhagen weiterfliegen. Alle 112 Personen an Bord – darunter sechs Besatzungsmitglieder – wurden getötet. Es handelt sich um den folgenreichsten Unfall dieses Flugzeugtyps (siehe auch Sterling-Airways-Flug 296).[25]
- In der Nacht auf den 5. März 1973 wurde eine Caravelle 10R der spanischen Aviaco (EC-BID) während des Landeanflugs auf den Flughafen Madeira ins Meer geflogen. Bei diesem CFIT (Controlled flight into terrain) wurden alle drei Piloten (die einzigen Insassen) getötet.[26]

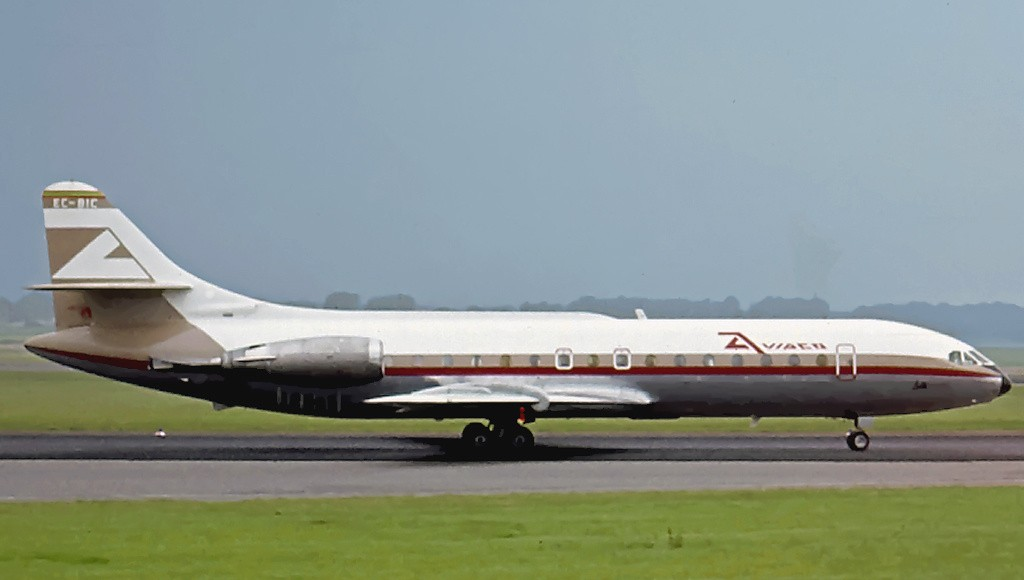
Die am 13. August 1973 verunglückte Caravelle 10R EC-BIC der Aviaco, 1972

- Am 3. Juli 1973 wurde eine Caravelle VI-N der Indian Airlines (VT-DPO) auf dem Flughafen Bombay (Indien) mit exzessiv hoher Geschwindigkeit gelandet, wodurch sie nach einem harten Aufsetzen wieder in die Luft stieg. Der nächste Aufschlag erfolgte auf dem Bugfahrwerk, wodurch im Fahrwerkschacht ein Feuer ausbrach. Das Flugzeug wurde irreparabel beschädigt. Alle 15 Insassen, sieben Besatzungsmitglieder und 8 Passagiere, überlebten den Unfall.[27]
- Am 13. August 1973 wurde eine Caravelle 10R der Aviaco (EC-BIC) beim vierten Anflugversuch auf den Flughafen La Coruña (Spanien) ins Gelände geflogen. Bei diesem erneuten CFIT (Controlled flight into terrain) wurden alle 85 Insassen, 6 Besatzungsmitglieder und 79 Passagiere, getötet.[28][29]

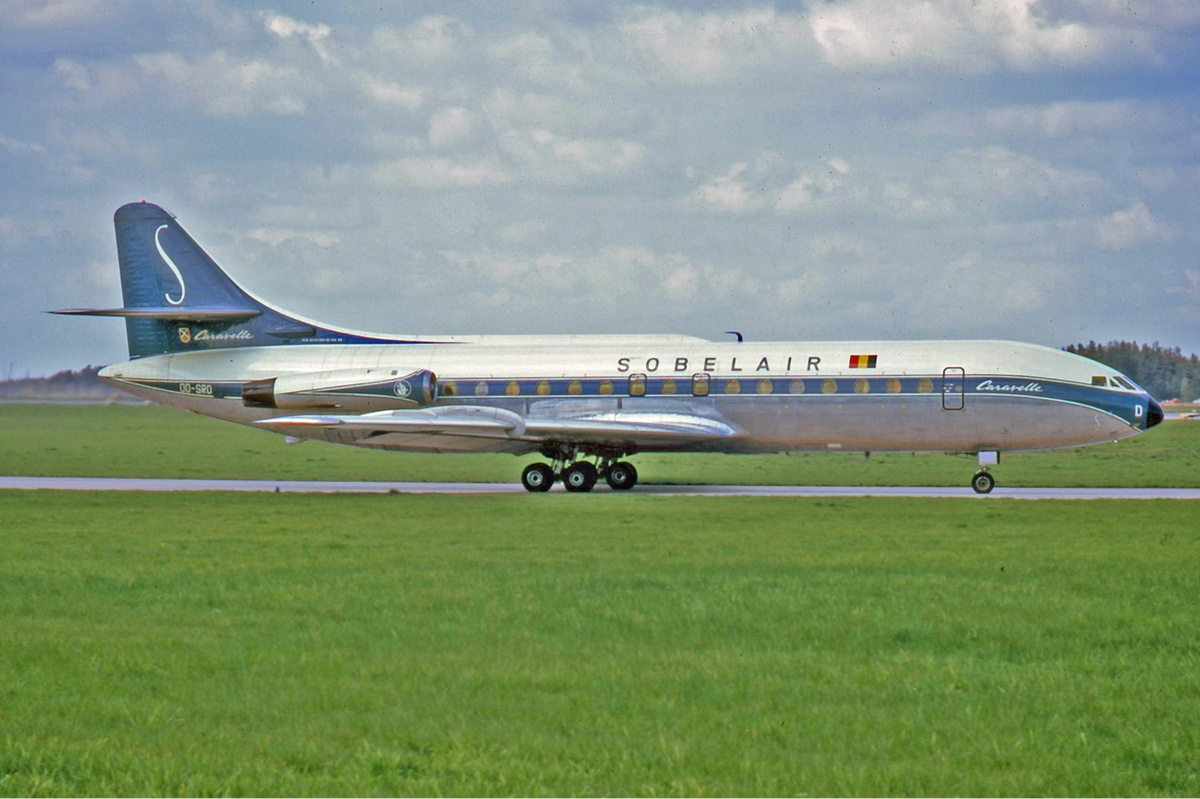
Die am 22. Dezember 1973 verunglückte Caravelle VIN OO-SRD der Sobelair, 1972

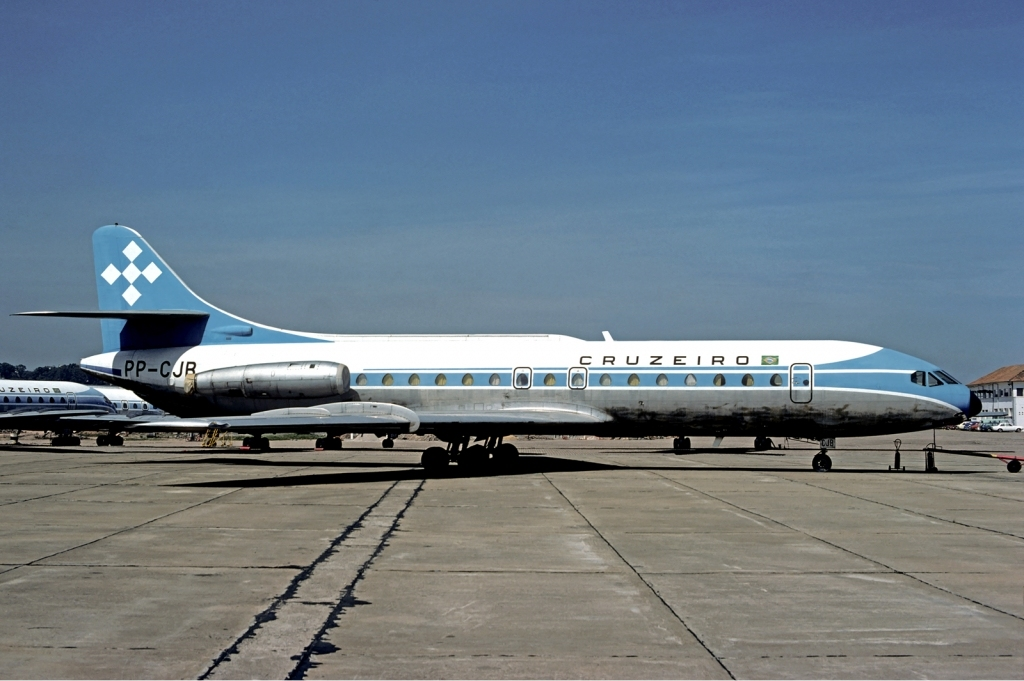
Die am 22. Dezember 1973 verunglückte Caravelle VIN PP-PDV der Cruzeiro do Sul, 1977, baugleich mit der 1973 verunglückten Maschine

- Am 23. September 1973 wurde eine Caravelle III der Air Algérie (7T-VAI) bei einem Landeunfall auf dem Flughafen Algier (Algerien) irreparabel beschädigt. Es gab keine Todesopfer.[30]
- Am 22. Dezember 1973 wurde eine Caravelle VI-N der belgischen Sobelair (OO-SRD), die durch Royal Air Maroc geleast war, im Anflug auf den Flughafen Tanger-Boukhalef bei Dunkelheit und Regen nahe der Stadt Tétouan in den Berg Mellaline im Rif-Gebirge geflogen. Alle 106 Insassen der Maschine kamen ums Leben (siehe auch Flugunfall einer Sud Aviation Caravelle der Royal Air Maroc 1973).[31]
- Am 23. Dezember 1973 verunglückte eine Caravelle VIR der brasilianischen Cruzeiro do Sul (PP-PDV) auf dem Flughafen Manaus-Ponta Pelada (Brasilien). Die Maschine wurde viel zu schnell und zu hoch angeflogen, setzte 850 Meter (2800 Fuß) hinter dem Landebahnanfang auf, rutschte von der Bahn und schoss mit einer Geschwindigkeit von 80 Knoten einen Abhang hinunter. Erstaunlicherweise überlebten alle 58 Insassen, 5 Besatzungsmitglieder und 53 Passagiere den Totalschaden.[32]
- Am 15. März 1974 brach beim Rollen auf dem Flughafen Teheran-Mehrabad die rechte Fahrwerkaufhängung einer Caravelle 10B3 der Sterling Airways (OY-STK), wodurch der rechte Flügeltank durchstochen wurde und Kerosin auslief, das sich entzündete. Trotz sofort eingeleiteter Evakuierung kamen von 96 Personen an Bord 15 Passagiere ums Leben (siehe auch Sterling-Airways-Flug 901).
- Am 22. März 1974 kam es in einer geparkten Caravelle III der französischen Air Inter (F-BSRY) auf dem Flughafen Bastia (Korsika) zu einer Explosion im vorderen Fahrwerkschacht, die erhebliche Schäden verursachte. Das Flugzeug wurde irreparabel beschädigt. Personen kamen nicht zu Schaden.[33]

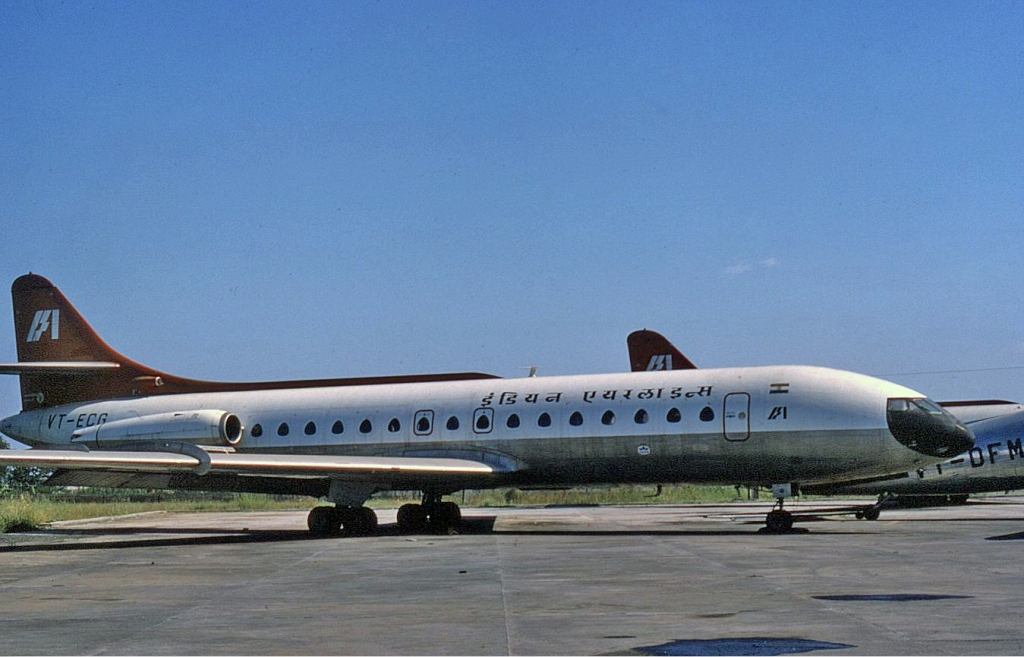
Caravelle III der Indian Airlines, 1977, baugleich mit den beiden 1966 sowie 1973, 1975 und 1976 verunglückten Maschinen

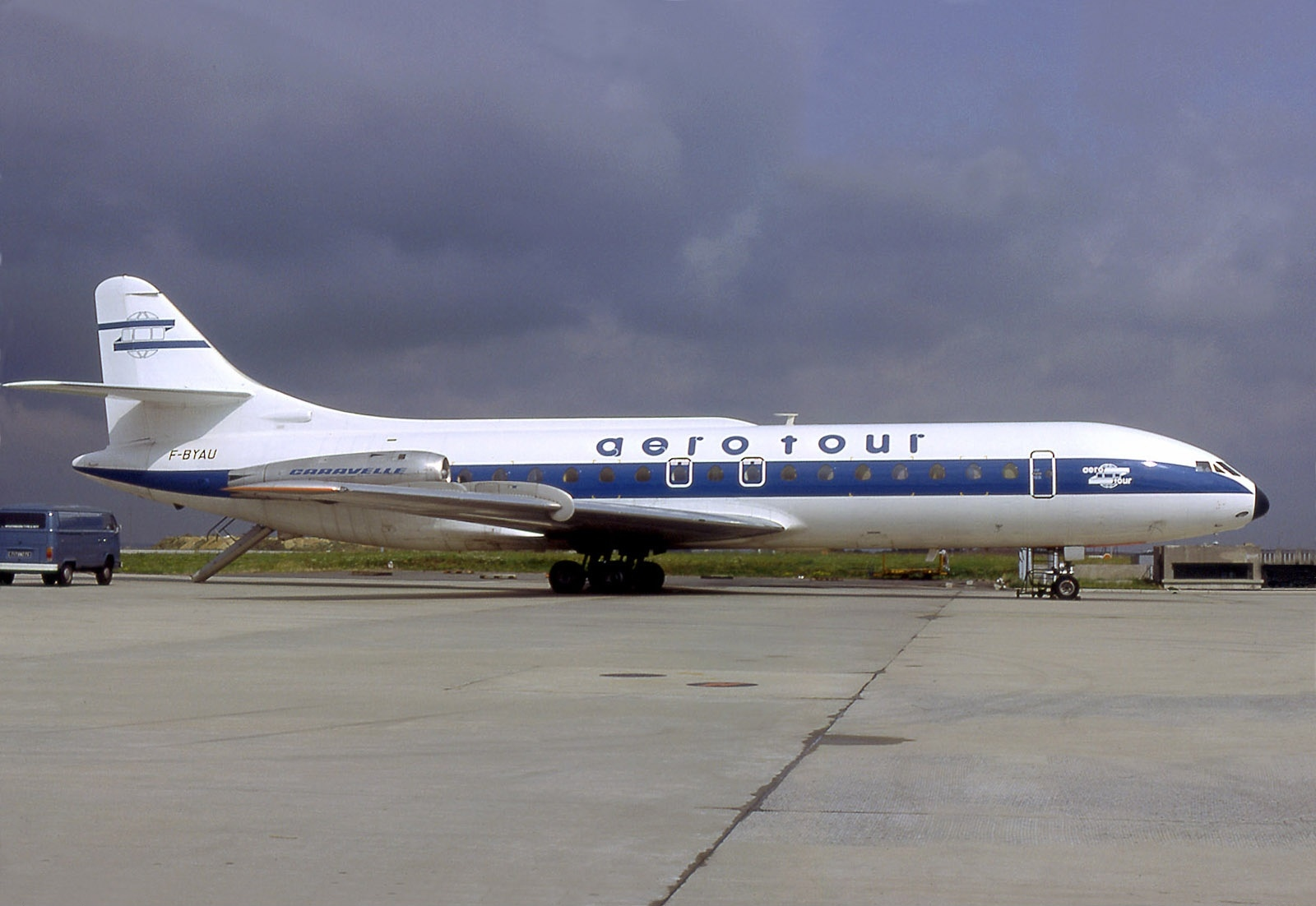
Die am 22. Dezember 1973 zum Totalschaden gewordene Caravelle VI-N F-BYAU der Aerotour, Juli 1977

- Am 17. Juni 1975 setzte eine Caravelle VI-N der Indian Airlines (VT-DVJ) bei der Landung auf dem Flughafen Bombay (Indien) erst sehr spät auf der regennassen Landebahn auf. Trotz voller Bremsleistung und Benutzung des Bremsschirms gelang es nicht, das Flugzeug rechtzeitig zu stoppen. Die Benutzung des (nicht regelbaren) Notbremssystems blockierte die Räder, so dass alle Reifen des Hauptfahrwerks platzten. Schließlich schwenkte der Kapitän das Flugzeug scharf auf dem Überroll-Bereich, was zum Abscheren des Backbordfahrwerks und anderen strukturellen Schäden am Flugzeug führte. Alle 93 Insassen, sechs Besatzungsmitglieder und 87 Passagiere, überlebten den Unfall.[34]
- Am 28. August 1976 wollte ein Vietnamese eine Caravelle III der Air France (F-BSGZ) auf dem Flughafen Tan-Son-Nhat (Vietnam) entführen. Nach Freilassung von Crew und Passagieren zündete er zwei Handgranaten, wodurch er getötet und das Flugzeug irreparabel beschädigt wurde.[35]
- Am 12. Oktober 1976 verunglückte eine Sud Aviation Caravelle VI-N der Indian Airlines (VT-DWN) nach dem Start vom Flughafen Bombay, Indien. Durch die Explosion eines der Rolls-Royce Avon-Triebwerke wurde die hydraulische Steuerung zerstört, so dass es zum Kontrollverlust und Absturz kam. Alle 95 Insassen kamen ums Leben (siehe auch Indian-Airlines-Flug 171).[36]

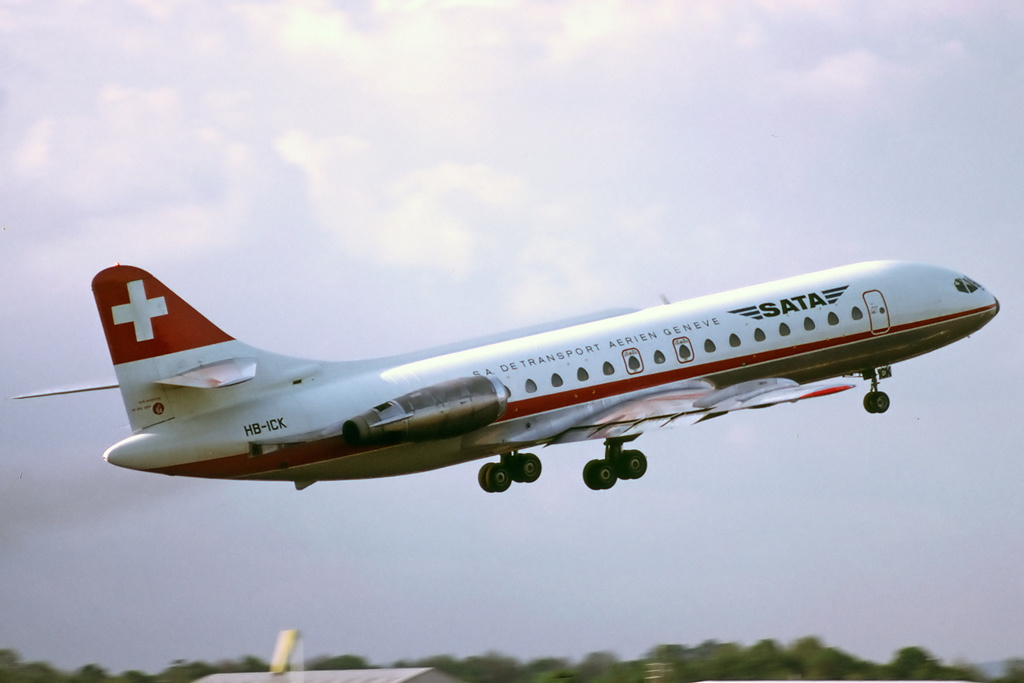
Die am 13. August 1973 verunglückte Caravelle 10B1R HB-ICK der SATA, 1974

- Am 9. Dezember 1977 brach an einer Sud Aviation Caravelle VI-N der französischen Aerotour (F-BYAU) auf dem Flughafen Oujda-Angads (Marokko) das Fahrwerk zusammen. Es gab keine Todesfälle. Das Flugzeug wurde irreparabel beschädigt.[37]
- Am 18. Dezember 1977 stürzte eine Caravelle 10R der Schweizer Fluggesellschaft SATA (HB-ICK) von Zürich über Genf nach Funchal beim Landeanflug auf den Flughafen Funchal, Madeira 4 Kilometer vor der Landebahn ins Meer. Nur 21 Passagiere überlebten, 36 fanden den Tod.[38] Das Wrack wurde erst 34 Jahre später von zwei Tauchern in 105 Meter Tiefe gefunden (siehe auch S.A.-de-Transport-Aérien-Flug 730).
- Am 12. März 1979 kollidierte eine Caravelle III der Air France (F-BHRL) beim Rollen auf dem Flughafen Frankfurt (Hessen) mit einer stabilen Bau-Absperrung. Ein Tragflächenende wurde so weit aufgerissen, dass etwa 500 kg Treibstoff ausliefen. Der Kapitän hatte schwungvoll eine S-Kurve der Leitlinie geschnitten. Alle 41 Insassen, sechs Besatzungsmitglieder und 35 Passagiere, blieben unverletzt. Das Flugzeug wurde aufgrund seines Alters von 19 Jahren als irreparabel eingestuft und verschrottet.[39]
- Am 21. Dezember 1980 ereignete sich an Bord einer Caravelle VI-R der TAC Colombia (HK-1810) nur fünf Minuten nach dem Start vom Flughafen Riohacha eine Explosion. Bevor die Maschine zum Flughafen zurückkehren konnte, brach sie in der Luft auseinander und stürzte zu Boden, wobei alle 70 Personen an Bord starben. Die Absturzursache konnte nicht abschließend geklärt werden, die Theorien reichten von einem Unfall mit Feuerwerkskörpern bis zu einer Bombe an Bord (siehe auch Flugunfall einer Sud Aviation Caravelle der TAC Colombia).
- Am 29. April 1983 kam es kurz nach dem Start einer Caravelle VI-R der SAN Ecuador (HC-BAT) vom Flughafen Guayaquil zu einem doppelten Triebwerksausfall. Die Maschine konnte nicht mehr zum Flughafen zurückkehren und stürzte in ein matschiges Feld. Bei dem Unfall starben 8 von 100 Personen an Bord (siehe auch SAN-Ecuador-Flug 832).
- Am 18. Januar 1986 wurde erneut ein Flugzeug der ecuadorianischen SAETA in den Boden geflogen, dieses Mal eine Caravelle VI-N (HC-BAE). Die Maschine beflog im Auftrag der Aerovias Guatemala die nur 270 Kilometer lange Strecke vom Flughafen Guatemala-Stadt La Aurora zum Flughafen Flores (Guatemala), als sie nach einem ersten Fehlanflug beim zweiten Versuch 8 Kilometer vom Ziel entfernt im Gelände aufschlug und völlig zerstört wurde. Bei diesem CFIT (Controlled flight into terrain) wurden alle 94 Insassen getötet, 6 Besatzungsmitglieder und 88 Passagiere. Es war bis heute (Januar 2020) der schwerste Flugunfall in Guatemala.[40]

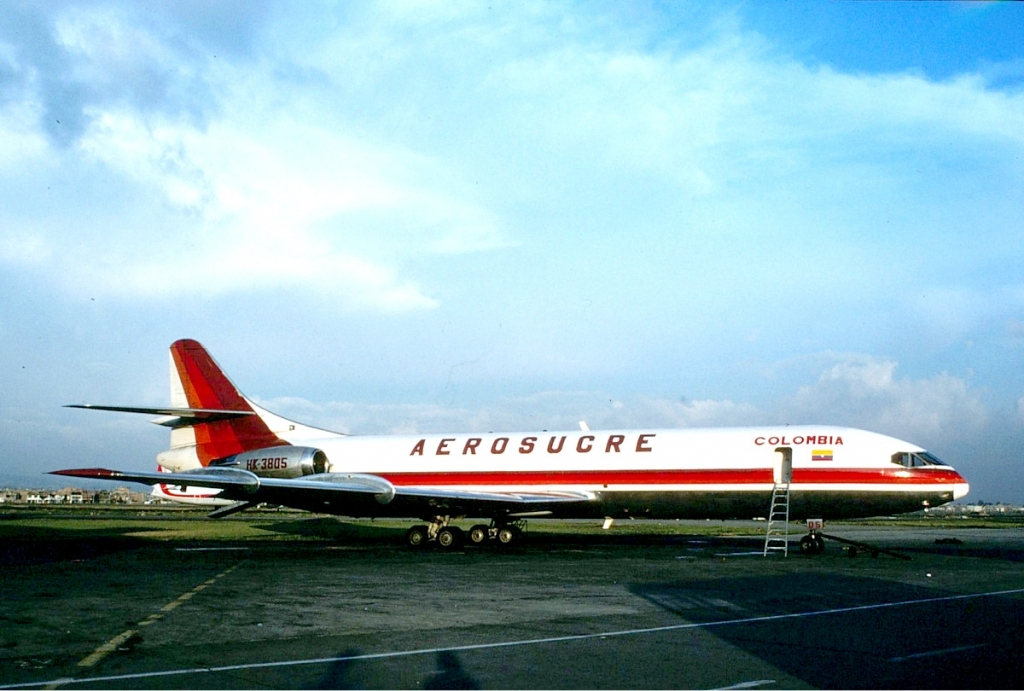
Caravelle 10B der Aerosucre, 1994, baugleich mit der am 26. April 1989 verunglückten Maschine

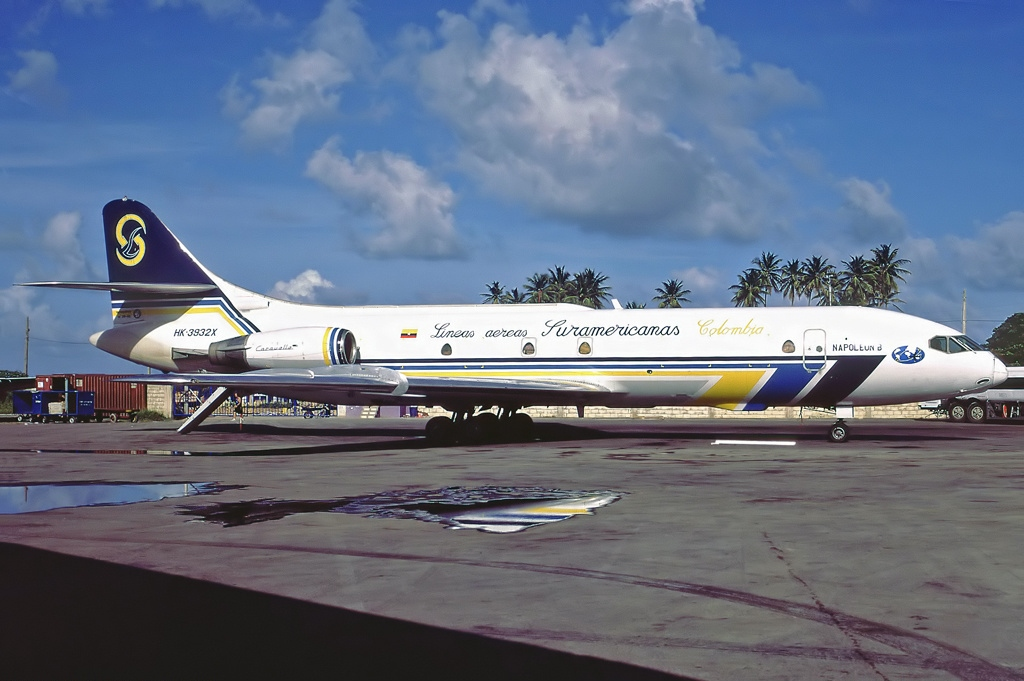
Die am 31. Januar 2001 verunglückte Caravelle 10B1R HK-3932X der Lineas Aereas Suramericana, 1994

- Am 26. April 1989 stürzte eine Caravelle 11R der kolumbianischen Aerosucre (HK-3325X) kurz nach dem Start in Barranquilla, Kolumbien in bewohntes Gebiet. Es kamen alle fünf Insassen (drei Besatzung, zwei Passagiere) sowie zwei Personen am Boden ums Leben. Ursache war das Verrutschen schlecht gesicherter Ladung beim Start, die den Schwerpunkt des Flugzeuges so weit verlagerte, dass ein Strömungsabriss die Folge war (siehe auch Flugunfall der Aerosucre bei Barranquilla 1989).
- Am 31. Januar 2001 ereignete sich der letzte Unfall einer Caravelle mit Todesopfern. Eine zur Frachtmaschine umgebaute Caravelle 10R der kolumbianischen Líneas Aéreas Suramericanas (HK-3932X) flog rund 8 Kilometer vom Flughafen El Yopal/El Alcaraván ins Gelände. Die Maschine war dort gestartet; bei der Landung in Mitú setzte man vor der Landebahn auf. Es wurde durchgestartet, um nach El Yopal zurückzukehren. Beim Vorbeiflug am Kontrollturm wirkte es so, als ob ein Teil des linken Hauptfahrwerks fehlte. Im Endanflug streifte das Flugzeug den Boden; es kam zu einer Bruchlandung in einer Wiese und zum Brand. Die Fracht bestand aus 14 Fässern mit insgesamt rund 3700 Litern Benzin. Von den 6 Insassen wurden 3 getötet, 1 Besatzungsmitglied und 2 Passagiere (siehe auch Flugunfall einer Sud Aviation Caravelle der Líneas Aéreas Suramericanas).[41]
- Am 28. August 2004 transportierte eine Sud Aviation Caravelle 11R der Trans Air Congo (3D-KIK) Telekommunikationsgeräte vom Flughafen Ndjili in Kinshasa zum Flughafen Goma, durfte dort jedoch nicht landen. Da der Treibstoff knapp wurde, entschied sich der Kapitän, den benachbarten Flughafen Gisenyi in Ruanda anzusteuern. Die Maschine mit acht Personen an Bord wurde bei der Landung auf der nur 1000 Meter langen Landebahn zerstört. Es gab keine Todesfälle. Dies war der letzte Totalschaden einer Caravelle seit ihrem Erstflug im Mai 1955.[42]

## Technische Daten
| Kenngröße                              | I/IA | III | VI-N/VI-R | 10B                                                                                              | 10R                                                                                              | 11R                                                                                              | 12R                                                                                              |
| -------------------------------------- | --- | --- | --- | ------------------------------------------------------------------------------------------------ | ------------------------------------------------------------------------------------------------ | ------------------------------------------------------------------------------------------------ | ------------------------------------------------------------------------------------------------ |
| Erstflug                               | 27. Mai 1955 (Prototyp) 14. Mai 1958 (I) 11. Februar 1960 (IA) | 30. Dezember 1959 | 10. Sept. 1960 (VI-N) 6. Februar 1961 (VI-R) | 31. August 1962 (10A) 3. März 1964 (10B)                                                         | 18. Januar 1965                                                                                  | 22. September 1967                                                                               | 29. Oktober 1970                                                                                 |
| Länge                                  | 32,01 m | 32,01 m | 32,01 m | 33,01 m                                                                                          | 32,01 m                                                                                          | 32,71 m                                                                                          | 36,24 m                                                                                          |
| Höhe                                   | 8,72 m | 8,72 m | 8,72 m | 8,72 m                                                                                           | 8,72 m                                                                                           | 8,72 m                                                                                           | 8,72 m                                                                                           |
| Breite / Rumpfdurchmesser außen        | 3,20 m | 3,20 m | 3,20 m | 3,20 m                                                                                           | 3,20 m                                                                                           | 3,20 m                                                                                           | 3,20 m                                                                                           |
| Kabinenbreite innen                    | 3,01 m | 3,01 m | 3,01 m | 3,01 m                                                                                           | 3,01 m                                                                                           | 3,01 m                                                                                           | 3,01 m                                                                                           |
| Flügelspannweite                       | 34,30 m | 34,30 m | 34,30 m | 34,30 m                                                                                          | 34,30 m                                                                                          | 34,30 m                                                                                          | 34,30 m                                                                                          |
| Flügelpfeilung                         | 20,0° | 20,0° | 20,0° | 20,0°                                                                                            | 20,0°                                                                                            | 20,0°                                                                                            | 20,0°                                                                                            |
| Flügelfläche                           | 146,7 m² | 146,7 m² | 146,7 m² | 146,7 m²                                                                                         | 146,7 m²                                                                                         | 146,7 m²                                                                                         | 146,7 m²                                                                                         |
| Flügelstreckung                        | 8,0 | 8,0 | 8,0 | 8,0                                                                                              | 8,0                                                                                              | 8,0                                                                                              | 8,0                                                                                              |
| max. Startmasse                        | 45 t | 46 t | 48 t (VI-N) 50 t (VI-R) | 52 t 56 t (Super B)                                                                              | 52 t                                                                                             | 54 t                                                                                             | 56 t                                                                                             |
| max. Landemasse                        | 41,5 t | 46 t | 48 t | 49,5 t                                                                                           | 49,5 t                                                                                           | 49,5 t                                                                                           | 49,5 t                                                                                           |
| max. Sitzanzahl (Einklassenbestuhlung) | 80 | 80 | 80 | 99                                                                                               | 80                                                                                               | 105                                                                                              | 140                                                                                              |
| Reisegeschwindigkeit                   | 746 km/h | 805 km/h | 845 km/h | 800 km/h                                                                                         | 800 km/h                                                                                         | 800 km/h                                                                                         | 835 km/h                                                                                         |
| max. Flughöhe                          | 10.700 m | 12.000 | 10.700 m | 10.700 m                                                                                         | 10.700 m                                                                                         | 12.100 m                                                                                         | 10.700 m                                                                                         |
| Reichweite                             | 1.500 km | 1.700 km | 2.350 km | 3.640 km                                                                                         | 2.650 km                                                                                         | 2.800 km                                                                                         | 2.655 km                                                                                         |

Sud Aviation Caravelle III

| Triebwerke                             | I: 2 Rolls-Royce Avon RA-29 Mk.522 mit je 46,7 kN IA: 2 Rolls-Royce Avon RA-29/1 Mk.526 mit je ? kN III: 2 Rolls-Royce Avon RA-29/3 Mk.527(B) mit je 50,7 kN VI-N: 2 Rolls-Royce Avon RA-29/6 Mk.531(B) mit je 54,28 kN VI-R: 2 Rolls-Royce Avon RA-29/6 Mk.535R mit je 56,05 kN | I: 2 Rolls-Royce Avon RA-29 Mk.522 mit je 46,7 kN IA: 2 Rolls-Royce Avon RA-29/1 Mk.526 mit je ? kN III: 2 Rolls-Royce Avon RA-29/3 Mk.527(B) mit je 50,7 kN VI-N: 2 Rolls-Royce Avon RA-29/6 Mk.531(B) mit je 54,28 kN VI-R: 2 Rolls-Royce Avon RA-29/6 Mk.535R mit je 56,05 kN | I: 2 Rolls-Royce Avon RA-29 Mk.522 mit je 46,7 kN IA: 2 Rolls-Royce Avon RA-29/1 Mk.526 mit je ? kN III: 2 Rolls-Royce Avon RA-29/3 Mk.527(B) mit je 50,7 kN VI-N: 2 Rolls-Royce Avon RA-29/6 Mk.531(B) mit je 54,28 kN VI-R: 2 Rolls-Royce Avon RA-29/6 Mk.535R mit je 56,05 kN | 10B/10R/11R: 2 Pratt & Whitney JT8D-7 mit je 62,3 kN 12: 2 Pratt & Whitney JT8D-9 mit je 64,5 kN | 10B/10R/11R: 2 Pratt & Whitney JT8D-7 mit je 62,3 kN 12: 2 Pratt & Whitney JT8D-9 mit je 64,5 kN | 10B/10R/11R: 2 Pratt & Whitney JT8D-7 mit je 62,3 kN 12: 2 Pratt & Whitney JT8D-9 mit je 64,5 kN | 10B/10R/11R: 2 Pratt & Whitney JT8D-7 mit je 62,3 kN 12: 2 Pratt & Whitney JT8D-9 mit je 64,5 kN |